# Lista țintelor și indicatorilor ODD
Lista țintelor și indicatorilor ODD prezintă o imagine de ansamblu a tuturor țintelor și indicatorilor pentru cele 17 obiective de dezvoltare durabilă. Cadrul global de indicatori pentru Obiectivele de Dezvoltare Durabilă a fost elaborat de Grupul Inter-Agenții și de Experți privind Indicatorii ODD (IAEG-SDGs) și convenit la cea de-a 48-a sesiune a Comisiei de Statistică a Națiunilor Unite, care a avut loc în martie 2017. Lista de indicatori include toate modificările efectuate până luna septembrie 2023.

## Context

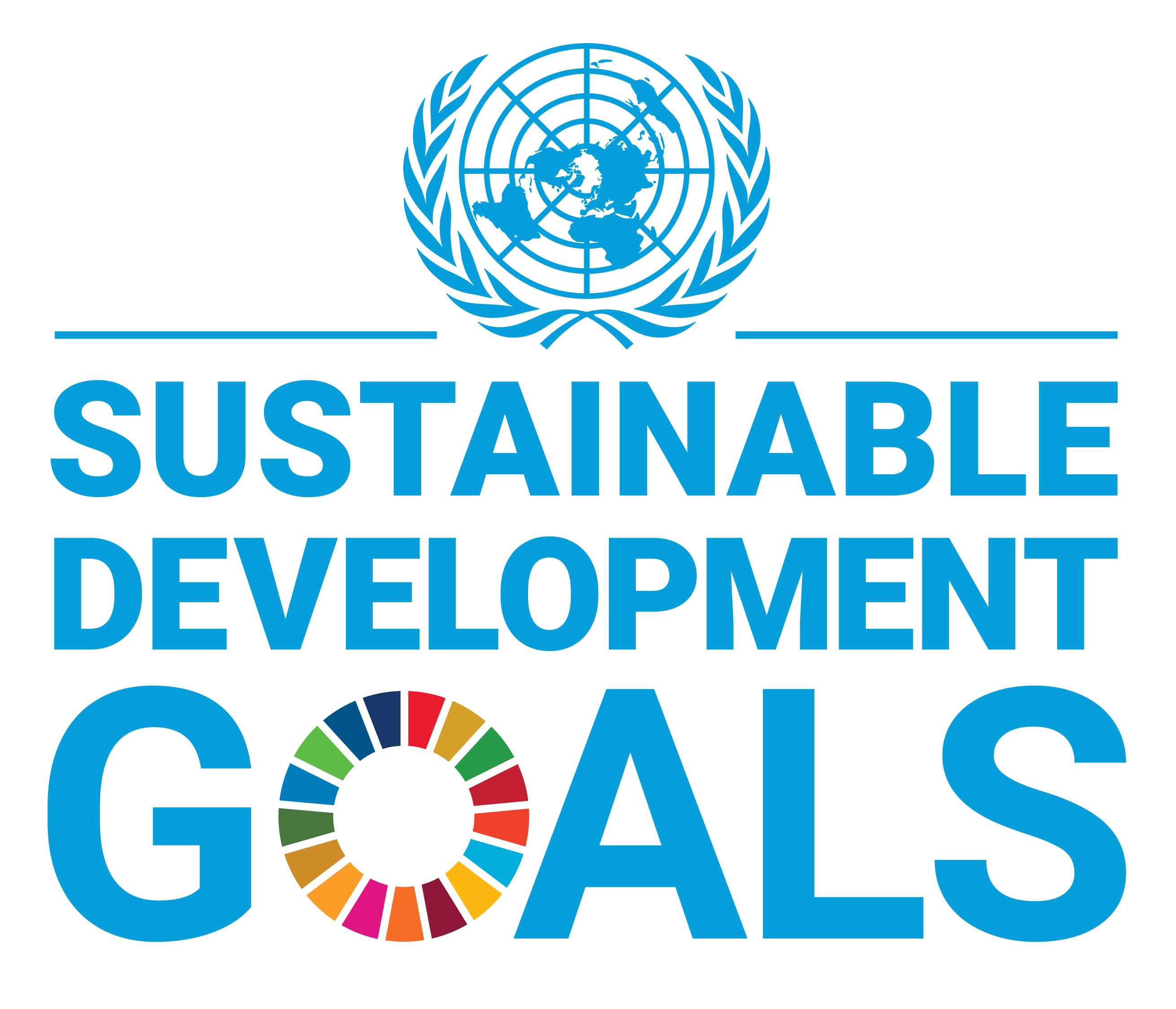

Lista țintelor și indicatorilor pentru fiecare dintre cele 17 ODD au fost publicate într-o rezoluție a ONU în iulie 2017. Fiecare obiectiv include de obicei 8–12 ținte și fiecare țintă are între unul și patru indicatori utilizați pentru a măsura progresul în atingerea țintelor, cu o medie de 1,5 indicatori pentru fiecare țintă. Țintele sunt fie „ținte de rezultat” (circumstanțe care trebuie atinse), fie ținte „mijloace de implementare”. Cele mai recente ținte au fost introduse ulterior în procesul de negociere a ODD-urilor pentru a răspunde preocupărilor unor state membre cu privire la modul în care urmau să fie realizate ODD-urile. ODD 17 - Parteneriate pentru obiective se referă în întregime la modul în care vor fi atinse obiectivele de dezvoltare durabilă.
Sistemul de numerotare a țintelor este următorul: pentru țintele de rezultat se folosesc numere, în timp ce pentru  mijloacele de implementare folosesc litere mici. De exemplu, ODD 6 - Apă curată și canalizare include un total de 8 ținte. Primele șase sunt ținte de rezultat și sunt etichetate ca Țintele 6.1 până la 6.6. Ultimele două ținte sunt mijloace de implementare și sunt etichetate ca Țintele 6.a și 6.b.
Site-ul web al Diviziei de Statistică a Națiunilor Unite (UNSD) prezintă o listă oficială actualizată a indicatorilor, care include toate actualizările până la cea de-a 51-a sesiune a Comisiei de Statistică din martie 2020.
Indicatorii au niveluri diferite de dezvoltare metodologică și disponibilitate a datelor la nivel global. Inițial, unii indicatori (numiți „indicatori de nivel 3” - Tier 3) nu aveau o metodologie sau standarde stabilite la nivel internațional. Ulterior, cadrul global al indicatorilor a fost ajustat astfel încât indicatorii de nivel 3 au fost fie abandonați, fie înlocuiți, fie perfecționați. La 17 iulie 2020, erau definiți 231 de indicatori unici.
Datele sau informațiile trebuie să includă toate grupurile vulnerabile, cum ar fi copiii, vârstnicii, persoanele cu dizabilități, refugiații, populațiile indigene, migranții și persoanele strămutate intern.

## Lista țintelor și indicatorilor ODD
Tabelul reprezintă cadrul global de indicatori pentru Obiectivele de Dezvoltare Durabilă și țintele Agendei 2030 pentru Dezvoltare Durabilă. Notele de subsol includ actualizări ale cadrului indicatorilor din 2020. 
În documentul final al Conferinței Rio+20 din 2012, intitulat „Viitorul pe care ni-l dorim” (The Future We Want) și în „Transformarea lumii noastre: Agenda 2030 pentru Dezvoltare Durabilă” (Transforming our world: the 2030 Agenda for Sustainable Development) din 2015, statele membre ale Națiunilor Unite au hotărât că Forumul politic la nivel pentru dezvoltare durabilă va fi informat prin intermediul unui Raport global privind dezvoltarea durabilă. În Declarația ministerială a Forumului din 2016, statele membre au decis ca raportul să fie întocmit o dată la patru ani de un grup independent de oameni de știință numiți de Secretarul General al Națiunilor Unite și care cuprinde 15 experți reprezentând o varietate de medii, discipline și instituții științifice, luând în considerare asigurarea unui echilibru geografic și de gen.  Lista țintelor și indicatorilor ODD include toate actualizările de până la cea de-a 51-a sesiune a Comisiei de Statistică din 2020, întrucât între 15 octombrie 2018 și 17 aprilie 2020 au fost efectuate o serie de modificări ale indicatorilor.
Indicatorii obiectivelor de dezvoltare durabilă trebuie să fie dezagregați, după caz, după venit, sex, vârstă, rasă, etnie, statut de migrant, dizabilități și locație geografică, sau alte caracteristici, în conformitate cu Principiile fundamentale ale statisticii oficiale.

### ODD1: Fără sărăcie
| Fără sărăcie, în toate formele ei, pretutindeni | Fără sărăcie, în toate formele ei, pretutindeni | Fără sărăcie, în toate formele ei, pretutindeni |
| Ținte | Indicatori | Cod UNSD                                        |
| --- | --- | ----------------------------------------------- |
| 1.1 Până în 2030, eradicarea sărăciei extreme pentru toți oamenii de pretutindeni, măsurată ca persoane care trăiesc cu mai puțin de 1,25 USD pe zi | 1.1.1 Ponderea populației care trăiește sub pragul internațional al sărăciei, agregată în funcție de sex, vârstă, statut profesional și locație geografică (urban/rural) | C010101                                         |
| 1.2 Până în 2030, reducerea cel puțin la jumătate a proporției de bărbați, femei și copii de toate vârstele care trăiesc în sărăcie în toate dimensiunile sale, conform definițiilor naționale | 1.2.1 Ponderea populației care trăiește sub pragul național de sărăcie, după sex și vârstă | C010201                                         |
| 1.2 Până în 2030, reducerea cel puțin la jumătate a proporției de bărbați, femei și copii de toate vârstele care trăiesc în sărăcie în toate dimensiunile sale, conform definițiilor naționale | 1.2.2 Ponderea bărbaților, femeilor și copiilor de toate vârstele care trăiesc în sărăcie în toate dimensiunile sale, conform definițiilor naționale | C010202                                         |
| 1.3 Implementarea sistemelor și măsurilor de protecție socială adecvate la nivel național pentru toți, până în 2030, pentru a obține o acoperire substanțială a persoanelor sărace și vulnerabile | 1.3.1 Ponderea populației acoperită de sistemele de protecție socială, pe sexe, cu evidențierea copiilor, șomerilor, persoanelor în vârstă, persoanelor cu dizabilități, femeilor însărcinate, nou-născuților, victimelor accidentelor de muncă și a celor săraci și vulnerabili | C010301                                         |
| 1.4 Până în 2030, asigurarea că toți bărbații și femeile, în special cei săraci și cei vulnerabili, au drepturi egale de acces la resurse economice, servicii de bază, proprietate și control asupra terenurilor și a altor forme de proprietate, moștenire, resurse naturale, noi tehnologii adecvate și servicii financiare, inclusiv microfinanțare                                     | 1.4.1 Ponderea populației care trăiește în gospodării cu acces la servicii de bază | C010401                                         |
| 1.4 Până în 2030, asigurarea că toți bărbații și femeile, în special cei săraci și cei vulnerabili, au drepturi egale de acces la resurse economice, servicii de bază, proprietate și control asupra terenurilor și a altor forme de proprietate, moștenire, resurse naturale, noi tehnologii adecvate și servicii financiare, inclusiv microfinanțare                                     | 1.4.2 Ponderea din populația adultă totală cu drepturi de proprietate sigure asupra terenurilor, (a) cu documentație recunoscută legal și (b) care își percep drepturile asupra terenurilor ca fiind sigure, după sex și tip de proprietate                                      | C010402                                         |
| 1.5 Până în 2030, consolidarea rezilienței celor săraci și a celor aflați în situații vulnerabile și reducerea expunerii și vulnerabilității acestora la evenimente extreme legate de climă și la alte șocuri sau dezastre economice, sociale și de mediu | 1.5.1 Numărul de decese, de persoane dispărute și de persoane direct afectate atribuite dezastrelor naturale la 100.000 de locuitori | C200303                                         |
| 1.5 Până în 2030, consolidarea rezilienței celor săraci și a celor aflați în situații vulnerabile și reducerea expunerii și vulnerabilității acestora la evenimente extreme legate de climă și la alte șocuri sau dezastre economice, sociale și de mediu | 1.5.2 Pierderi economice directe atribuite dezastrelor în raport cu produsul intern brut (PIB) global | C010502                                         |
| 1.5 Până în 2030, consolidarea rezilienței celor săraci și a celor aflați în situații vulnerabile și reducerea expunerii și vulnerabilității acestora la evenimente extreme legate de climă și la alte șocuri sau dezastre economice, sociale și de mediu | 1.5.3 Numărul de țări care adoptă și implementează strategii naționale de reducere a riscului de dezastre în conformitate cu Cadrul Sendai pentru reducerea riscului de dezastre 2015–2030                                                                                       | C200304                                         |
| 1.5 Până în 2030, consolidarea rezilienței celor săraci și a celor aflați în situații vulnerabile și reducerea expunerii și vulnerabilității acestora la evenimente extreme legate de climă și la alte șocuri sau dezastre economice, sociale și de mediu | 1.5.4 Ponderea autorităților locale care adoptă și implementează strategii locale de reducere a riscului de dezastre în conformitate cu strategiile naționale de reducere a riscului de dezastre                                                                                 | C200305                                         |
| 1.a Asigurarea unei mobilizări semnificative a resurselor dintr-o varietate de surse, inclusiv prin cooperarea consolidată pentru dezvoltare, pentru a oferi mijloace adecvate și previzibile pentru țările în curs de dezvoltare, în special pentru țările cel mai puțin dezvoltate, în scopul implementării de programe și politici care să pună capăt sărăciei în toate dimensiunile ei | 1.a.1 Totalul granturilor de Asistență Oficială pentru Dezvoltare, de la toți donatorii, care se concentrează pe reducerea sărăciei, ca pondere din venitul național brut al țării beneficiare                                                                                   | C010a04                                         |
| 1.a Asigurarea unei mobilizări semnificative a resurselor dintr-o varietate de surse, inclusiv prin cooperarea consolidată pentru dezvoltare, pentru a oferi mijloace adecvate și previzibile pentru țările în curs de dezvoltare, în special pentru țările cel mai puțin dezvoltate, în scopul implementării de programe și politici care să pună capăt sărăciei în toate dimensiunile ei | 1.a.2 Ponderea serviciilor esențiale (educație, sănătate și protecție socială) din totalul cheltuielilor guvernamentale | C010a02                                         |
| 1.b Crearea de cadre de politici solide la nivel național, regional și internațional, bazate pe strategii de dezvoltare pro-săraci și sensibile la gen, pentru a sprijini investițiile accelerate în acțiuni de eradicare a sărăciei | 1.b.1 Cheltuielile publice sociale în favoarea săracilor | C010b02                                         |

### ODD2: Zero foamete
| Eliminarea foametei, asigurarea securității alimentare, îmbunătățirea nutriției și promovarea agriculturii durabile | Eliminarea foametei, asigurarea securității alimentare, îmbunătățirea nutriției și promovarea agriculturii durabile | Eliminarea foametei, asigurarea securității alimentare, îmbunătățirea nutriției și promovarea agriculturii durabile |
| Ținte | Indicatori | Cod UNSD |
| --- | --- | --- |
| 2.1 Până în 2030, eradicarea foametei și asigurarea accesului tuturor oamenilor, în special al celor săraci și al persoanelor aflate în situații vulnerabile, inclusiv sugari, la alimente sigure, hrănitoare și suficiente pe tot parcursul anului | 2.1.1 Prevalența subnutriției | C020101 |
| 2.1 Până în 2030, eradicarea foametei și asigurarea accesului tuturor oamenilor, în special al celor săraci și al persoanelor aflate în situații vulnerabile, inclusiv sugari, la alimente sigure, hrănitoare și suficiente pe tot parcursul anului | 2.1.2 Prevalența insecurității alimentare moderate sau severe în rândul populației, pe baza Scalei insecurității alimentare (FIES)                                                                                           | C020102 |
| 2.2 Până în 2030, eradicarea tuturor formelor de malnutriție, inclusiv atingerea până în 2025 a țintelor convenite internațional privind deficitul de creștere în înălțime și deficitul de creștere în greutate la copiii sub cinci ani și abordarea nevoilor nutriționale ale adolescentelor, femeilor însărcinate, ale celor care alăptează și persoanelor în vârstă | 2.2.1 Prevalența deficitului de creștere în înălțime (înălțime în funcție de vârstă - abatere <-2 de la mediana pentru standardele OMS de creștere a copiilor (Child Growth Standards)) pentru copiii sub 5 ani              | C020201 |
| 2.2 Până în 2030, eradicarea tuturor formelor de malnutriție, inclusiv atingerea până în 2025 a țintelor convenite internațional privind deficitul de creștere în înălțime și deficitul de creștere în greutate la copiii sub cinci ani și abordarea nevoilor nutriționale ale adolescentelor, femeilor însărcinate, ale celor care alăptează și persoanelor în vârstă | 2.2.2 Prevalența malnutriției (greutate în funcție de înălțime - abatere >+2 sau <-2 față de mediana standardelor OMS de creștere a copiilor (Child Growth Standards)), după tip (deficit sau exces de creștere în greutate) | C020202 |
| 2.2 Până în 2030, eradicarea tuturor formelor de malnutriție, inclusiv atingerea până în 2025 a țintelor convenite internațional privind deficitul de creștere în înălțime și deficitul de creștere în greutate la copiii sub cinci ani și abordarea nevoilor nutriționale ale adolescentelor, femeilor însărcinate, ale celor care alăptează și persoanelor în vârstă | 2.2.3 Prevalența anemiei la femeile cu vârsta cuprinsă între 15 și 49 de ani, în funcție de starea de sarcină (în procente)                                                                                                  | C020203 |
| 2.3 Până în 2030, dublarea productivității agricole și a veniturilor producătorilor de alimente la scară mică, în special femei, populație indigenă, mici fermieri (de familie), păstori și pescari, inclusiv prin acces sigur și egal la teren agricol, alte resurse productive și inputuri, cunoștințe, servicii financiare, piețe și oportunități de adăugare de valoare și de angajare în domenii non-agricole | 2.3.1 Volumul producției pe unitatea de muncă, pe clase de mărime a întreprinderii agricole/pastorale/silvicole | C020301 |
| 2.3 Până în 2030, dublarea productivității agricole și a veniturilor producătorilor de alimente la scară mică, în special femei, populație indigenă, mici fermieri (de familie), păstori și pescari, inclusiv prin acces sigur și egal la teren agricol, alte resurse productive și inputuri, cunoștințe, servicii financiare, piețe și oportunități de adăugare de valoare și de angajare în domenii non-agricole | 2.3.2 Venitul mediu al micilor producători de alimente, după sex și statutul indigen | C020302 |
| 2.4 Până în 2030, asigurarea sistemelor de producție alimentară durabile și implementarea practicilor agricole rezistente care cresc productivitatea și producția, care ajută la menținerea ecosistemelor, care consolidează capacitatea de adaptare la schimbările climatice, extreme climatice, secetă, inundații și alte dezastre naturale și care îmbunătățesc progresiv terenurile și calitatea solului | 2.4.1 Ponderea suprafațelor agricole cultivate productiv și durabil | C020401 |
| 2.5 Până în 2020, menținerea diversității genetice a semințelor, a plantelor cultivate, a animalelor de crescătorie și domesticite și a speciilor sălbatice aferente acestora, inclusiv prin intermediul unor bănci de semințe și plante bine gestionate și diversificate la nivel național, regional și internațional, asigurarea accesului și împărțirea echitabilă a beneficiilor care decurg din utilizarea resurselor genetice și a cunoștințelor tradiționale asociate, așa cum s-a convenit la nivel internațional | 2.5.1 Numărul de resurse genetice (a) vegetale și (b) animale pentru alimentație și agricultură asigurate în unități de conservare pe termen mediu sau lung                                                                  | C020501 |
| 2.5 Până în 2020, menținerea diversității genetice a semințelor, a plantelor cultivate, a animalelor de crescătorie și domesticite și a speciilor sălbatice aferente acestora, inclusiv prin intermediul unor bănci de semințe și plante bine gestionate și diversificate la nivel național, regional și internațional, asigurarea accesului și împărțirea echitabilă a beneficiilor care decurg din utilizarea resurselor genetice și a cunoștințelor tradiționale asociate, așa cum s-a convenit la nivel internațional | 2.5.2 Ponderea raselor locale clasificate ca fiind expuse riscului de extincție | C020503 |
| 2.a Creșterea investițiilor, inclusiv prin consolidarea cooperării internaționale în infrastructura rurală, servicii de cercetare și extensie agricolă, dezvoltare tehnologică și bănci de gene pentru plante și animale pentru a spori capacitatea productivă agricolă în țările în curs de dezvoltare, în special în țările cel mai puțin dezvoltate | 2.a.1 Indicele cheltuielilor guvernamentale pentru agricultură | C020a01 |
| 2.a Creșterea investițiilor, inclusiv prin consolidarea cooperării internaționale în infrastructura rurală, servicii de cercetare și extensie agricolă, dezvoltare tehnologică și bănci de gene pentru plante și animale pentru a spori capacitatea productivă agricolă în țările în curs de dezvoltare, în special în țările cel mai puțin dezvoltate | 2.a.2 Totalul fluxurilor financiare oficiale (Asistență Oficială pentru Dezvoltare plus Alte Fluxuri Oficiale) către sectorul agricol                                                                                        | C020a02 |
| 2.b Corectarea și prevenirea restricțiilor comerciale și a denaturărilor de pe piețele agricole mondiale, inclusiv eliminarea paralelă a tuturor formelor de subvenții pentru exporturile agricole și a tuturor măsurilor de export cu efect echivalent, în conformitate cu mandatul Rundei de Dezvoltare de la Doha (Doha Development Round [en]) | 2.b.1 Subvenții pentru exporturile agricole | C020b02 |
| 2.c Adoptarea de măsuri pentru asigurarea bunei funcționări a piețelor de mărfuri alimentare și a derivatelor acestora și pentru facilitarea accesului în timp util la informațiile de piață, inclusiv cu privire la rezervele alimentare, pentru a contribui la limitarea volatilității extreme a prețurilor alimentelor | 2.c.1 Indicatorul anomaliilor de preț al alimentelor [en] | C020c01 |

### ODD3: Sănătate și bunăstare
| Asigurarea unei vieți sănătoase și promovarea bunăstării tuturor, de toate vârstele | Asigurarea unei vieți sănătoase și promovarea bunăstării tuturor, de toate vârstele | Asigurarea unei vieți sănătoase și promovarea bunăstării tuturor, de toate vârstele |
| Ținte | Indicatori | Cod UNSD                                                                            |
| --- | --- | ----------------------------------------------------------------------------------- |
| 3.1 Până în 2030, reducerea globală a ratei mortalității materne la mai puțin de 70 la 100.000 de născuți vii | 3.1.1 Rata mortalității materne | C030101                                                                             |
| 3.1 Până în 2030, reducerea globală a ratei mortalității materne la mai puțin de 70 la 100.000 de născuți vii | 3.1.2 Ponderea nașterilor asistate de personal instruit | C030102                                                                             |
| 3.2 Până în 2030, eliminarea deceselor prevenibile ale nou-născuților și copiilor sub 5 ani, toate țările urmărind reducerea mortalității neonatale până la cel mult 12 la 1.000 de născuți vii și mortalitatea infantilă a copiilor sub 5 ani până la cel mult 25 la 1.000 de născuți vii | 3.2.1 Rata mortalității infantile a copiilor sub sub 5 ani | C030201                                                                             |
| 3.2 Până în 2030, eliminarea deceselor prevenibile ale nou-născuților și copiilor sub 5 ani, toate țările urmărind reducerea mortalității neonatale până la cel mult 12 la 1.000 de născuți vii și mortalitatea infantilă a copiilor sub 5 ani până la cel mult 25 la 1.000 de născuți vii | 3.2.2 Rata mortalității neonatale | C030202                                                                             |
| 3.3 Până în 2030, eradicarea epidemilor de HIV/SIDA, tuberculozei, malariei și bolilor tropicale neglijate și combaterea hepatitei, a bolilor transmise prin apă și altor boli transmisibile | 3.3.1 Numărul de noi infecții cu HIV la 1.000 de persoane neinfectate, după sex, vârstă și grupuri de populație                                                                                       | C030301                                                                             |
| 3.3 Până în 2030, eradicarea epidemilor de HIV/SIDA, tuberculozei, malariei și bolilor tropicale neglijate și combaterea hepatitei, a bolilor transmise prin apă și altor boli transmisibile | 3.3.2 Numărul cazurilor de tuberculoză la 100.000 de locuitori | C030302                                                                             |
| 3.3 Până în 2030, eradicarea epidemilor de HIV/SIDA, tuberculozei, malariei și bolilor tropicale neglijate și combaterea hepatitei, a bolilor transmise prin apă și altor boli transmisibile | 3.3.3 Incidența malariei la 1.000 de locuitori | C030303                                                                             |
| 3.3 Până în 2030, eradicarea epidemilor de HIV/SIDA, tuberculozei, malariei și bolilor tropicale neglijate și combaterea hepatitei, a bolilor transmise prin apă și altor boli transmisibile | 3.3.4 Incidența hepatitei B la 100.000 de locuitori | C030304                                                                             |
| 3.3 Până în 2030, eradicarea epidemilor de HIV/SIDA, tuberculozei, malariei și bolilor tropicale neglijate și combaterea hepatitei, a bolilor transmise prin apă și altor boli transmisibile | 3.3.5 Numărul de persoane care necesită intervenții împotriva unei boli tropicale neglijate | C030305                                                                             |
| 3.4 Până în 2030, reducerea cu o treime a mortalității premature cauzată de bolile netransmisibile prin prevenție și tratare și promovarea sănătății mintale și a bunăstării | 3.4.1 Rata mortalității atribuită unei boli cardiovasculare, cancerului, diabetului sau unei boli respiratorii cronice                                                                                | C030401                                                                             |
| 3.4 Până în 2030, reducerea cu o treime a mortalității premature cauzată de bolile netransmisibile prin prevenție și tratare și promovarea sănătății mintale și a bunăstării | 3.4.2 Rata mortalității prin sinucidere | C030402                                                                             |
| 3.5 Consolidarea prevenirii și tratării abuzului de substanțe, inclusiv abuzul de narcotice și consumul nociv de alcool | 3.5.1 Acoperirea intervențiilor de tratament (farmacologic, psihosocial și de reabilitare și a serviciilor de îngrijire ulterioară) pentru tulburările legate de consumul de substanțe                | C030501                                                                             |
| 3.5 Consolidarea prevenirii și tratării abuzului de substanțe, inclusiv abuzul de narcotice și consumul nociv de alcool | 3.5.2 Consumul nociv de alcool, definit în funcție de contextul național drept consum de alcool per locuitor (cu vârsta de 15 ani și peste) într-un an calendaristic, exprimat în litri de alcool pur | C030502                                                                             |
| 3.6 Până în 2020, înjumătățirea (reducerea cu 50%) numărului de decese și răniri la nivel mondial din accidente rutiere | 3.6.1 Rata deceselor cauzate de accidente rutiere | C030601                                                                             |
| 3.7 Până în 2030, asigurarea accesului universal la serviciile de îngrijire a sănătății sexuale și reproductive, inclusiv pentru planificare familială, informare și educație sexuală, precum și integrarea sănătății reproductive în strategiile și programele naționale | 3.7.1 Ponderea femeilor căsătorite cu vârsta cuprinsă între 15 și 49 de ani a căror nevoie de planificare familială este satisfăcută prin metode moderne de contracepție                              | C030701                                                                             |
| 3.7 Până în 2030, asigurarea accesului universal la serviciile de îngrijire a sănătății sexuale și reproductive, inclusiv pentru planificare familială, informare și educație sexuală, precum și integrarea sănătății reproductive în strategiile și programele naționale | 3.7.2 Rata mamelor adolescente (cu vârste cuprinse între 10-14 ani și 15-19 ani) la 1.000 de femei din grupa respectivă de vârstă                                                                     | C030702                                                                             |
| 3.8 Asigurarea acoperirii universale de sănătate, inclusiv protecție de risc financiar, acces la servicii de îngrijire esențiale de calitate și acces universal la medicamente și vaccinuri esențiale sigure, eficiente, de calitate și la prețuri accesibile | 3.8.1 Acoperirea serviciilor de sănătate esențiale | C030801                                                                             |
| 3.8 Asigurarea acoperirii universale de sănătate, inclusiv protecție de risc financiar, acces la servicii de îngrijire esențiale de calitate și acces universal la medicamente și vaccinuri esențiale sigure, eficiente, de calitate și la prețuri accesibile | 3.8.2 Ponderea populației cu cheltuieli mari ale gospodăriilor pentru sănătate ca pondere din cheltuielile sau veniturile totale ale gospodăriilor                                                    | C030802                                                                             |
| 3.9 Până în 2030, reducerea substanțială a numărului de decese și îmbolnăviri cauzate de substanțe chimice periculoase, de poluarea și contaminarea aerului, apei și solului | 3.9.1 Rata de mortalitate atribuită poluării aerului din gospodărie și din mediul ambiant | C030901                                                                             |
| 3.9 Până în 2030, reducerea substanțială a numărului de decese și îmbolnăviri cauzate de substanțe chimice periculoase, de poluarea și contaminarea aerului, apei și solului | 3.9.2 Rata mortalității atribuită neconformității apei, canalizării și lipsei de igienă (expunere la condiții neconforme de apă, canalizare și igienă (WASH)                                          | C030902                                                                             |
| 3.9 Până în 2030, reducerea substanțială a numărului de decese și îmbolnăviri cauzate de substanțe chimice periculoase, de poluarea și contaminarea aerului, apei și solului | 3.9.3 Rata mortalității atribuită otrăvirii neintenționate | C030903                                                                             |
| 3.a Consolidarea implementării Convenției-cadru a Organizației Mondiale a Sănătății privind controlul tutunului[en] în toate țările, după caz | 3.a.1 Prevalența consumului curent de tutun, standardizată în funcție de vârstă în rândul persoanelor cu vârsta de 15 ani și mai mult                                                                 | C030a01                                                                             |
| 3.b Sprijinirea cercetării și dezvoltării de vaccinuri și medicamente pentru bolile transmisibile și netransmisibile care afectează în primul rând țările în curs de dezvoltare, asigurarea accesului la medicamente și vaccinuri esențiale la prețuri accesibile, în conformitate cu Declarația de la Doha privind Acordul TRIPS[en] și sănătatea publică, care afirmă dreptul țărilor în curs de dezvoltare de a utiliza la maximum prevederile din Acordul TRIPS (Acordul privind aspectele comerciale ale drepturilor de proprietate intelectuală) în privința flexibilității de protejare a sănătății publice și, în special, de a oferi acces la medicamente pentru toți | 3.b.1 Ponderea populației țintă acoperită de toate vaccinurile incluse în programele naționale | C030b01                                                                             |
| 3.b Sprijinirea cercetării și dezvoltării de vaccinuri și medicamente pentru bolile transmisibile și netransmisibile care afectează în primul rând țările în curs de dezvoltare, asigurarea accesului la medicamente și vaccinuri esențiale la prețuri accesibile, în conformitate cu Declarația de la Doha privind Acordul TRIPS[en] și sănătatea publică, care afirmă dreptul țărilor în curs de dezvoltare de a utiliza la maximum prevederile din Acordul TRIPS (Acordul privind aspectele comerciale ale drepturilor de proprietate intelectuală) în privința flexibilității de protejare a sănătății publice și, în special, de a oferi acces la medicamente pentru toți | 3.b.2 Valoarea totală netă a Asistenței Oficiale pentru Dezvoltare (AOD) pentru cercetarea medicală și sectoarele de sănătate de bază                                                                 | C030b02                                                                             |
| 3.b Sprijinirea cercetării și dezvoltării de vaccinuri și medicamente pentru bolile transmisibile și netransmisibile care afectează în primul rând țările în curs de dezvoltare, asigurarea accesului la medicamente și vaccinuri esențiale la prețuri accesibile, în conformitate cu Declarația de la Doha privind Acordul TRIPS[en] și sănătatea publică, care afirmă dreptul țărilor în curs de dezvoltare de a utiliza la maximum prevederile din Acordul TRIPS (Acordul privind aspectele comerciale ale drepturilor de proprietate intelectuală) în privința flexibilității de protejare a sănătății publice și, în special, de a oferi acces la medicamente pentru toți | 3.b.3 Ponderea unităților de sănătate care dețin un set de bază de medicamente esențiale relevante disponibile și accesibile pe o bază durabilă                                                       | C030b03                                                                             |
| 3.c Creșterea substanțială a finanțării sănătății și a recrutării, dezvoltării, formării și reținerii forței de muncă din domeniul sănătății în țările în curs de dezvoltare, în special în țările cel mai puțin dezvoltate și micile state insulare în curs de dezvoltare | 3.c.1 Densitatea și distribuția lucrătorilor sanitari | C030c01                                                                             |
| 3.d Consolidarea capacității tuturor țărilor, în special a țărilor în curs de dezvoltare, în privința avertizării timpurii, reducerii riscurilor privind sănătatea și gestionării riscurilor naționale și globale de sănătate | 3.d.1 Capacitatea reglementărilor internaționale privind sănătatea (International Health Regulations - IHR[en]) și pregătirea pentru situații de urgență                                              | C030d01                                                                             |
| 3.d Consolidarea capacității tuturor țărilor, în special a țărilor în curs de dezvoltare, în privința avertizării timpurii, reducerii riscurilor privind sănătatea și gestionării riscurilor naționale și globale de sănătate | 3.d.2 Ponderea infecțiilor fluxului sanguin cauzate de organisme rezistente la antimicrobiene selectate                                                                                               | C030d02                                                                             |

### ODD4: Educație de calitate
| Asigurarea unei educații de calitate, incluzivă și echitabilă și promovarea oportunităților de învățare pe tot parcursul vieții, pentru toți | Asigurarea unei educații de calitate, incluzivă și echitabilă și promovarea oportunităților de învățare pe tot parcursul vieții, pentru toți | Asigurarea unei educații de calitate, incluzivă și echitabilă și promovarea oportunităților de învățare pe tot parcursul vieții, pentru toți |
| Ținte | Indicatori | Cod UNSD |
| --- | --- | --- |
| 4.1 Până în 2030, toate fetele și toți băieții vor absolvi învățământul primar și secundar gratuit, echitabil și de calitate, care să conducă la un nivel de educație relevant și eficient | 4.1.1 Ponderea copiilor și tinerilor (a) în clasele a 2-a/a 3-a, (b) la sfârșitul ciclului primar, (c) la sfârșitul gimnaziului secundar inferior, care ating cel puțin un nivel minim de competență în (i) scris/citit și (ii) socotit, după sex                                                      | C040101 |
| 4.1 Până în 2030, toate fetele și toți băieții vor absolvi învățământul primar și secundar gratuit, echitabil și de calitate, care să conducă la un nivel de educație relevant și eficient | 4.1.2 Rata de absolvire (învățământ primar, învățământ secundar inferior, învățământ secundar superior) | C040102 |
| 4.2 Până în 2030, toate fetele și toți băieții vor avea acces la dezvoltare, îngrijire și învățământ preșcolar de calitate, astfel încât să fie pregătiți pentru învățământul primar | 4.2.1 Ponderea copiilor cu vârsta cuprinsă între 24 și 59 de luni care sunt pe cale de dezvoltare în ceea ce privește sănătatea, educația și bunăstarea psihosocială, după sex | C040201 |
| 4.2 Până în 2030, toate fetele și toți băieții vor avea acces la dezvoltare, îngrijire și învățământ preșcolar de calitate, astfel încât să fie pregătiți pentru învățământul primar | 4.2.2 Rata de participare la educația timpurie organizată (cu un an înainte de vârsta școlară oficială), după sex | C040202 |
| 4.3 Până în 2030, asigurarea accesului egal pentru toate femeile și toți bărbații la învățământul tehnic, vocațional și superior, inclusiv universitar, la prețuri accesibile și de calitate | 4.3.1 Rata de participare a tinerilor și adulților la educația și formarea formală și non-formală în ultimele 12 luni, după sex | C040301 |
| 4.4 Până în 2030, creșterea substanțială a numărului de tineri și adulți care dețin competențe relevante, inclusiv competențe tehnice sau vocaționale, pentru angajare, loc de muncă decent sau antreprenoriat | 4.4.1 Ponderea tinerilor și adulților cu abilități digitale, după tipul de competență | C040401 |
| 4.5 Până în 2030, eliminarea inegalității de gen în educație și asigurarea accesului egal la toate nivelurile de educație și formare profesională pentru persoanele vulnerabile, inclusiv persoane cu dizabilități, populație indigenă și copii aflați în situații vulnerabile | 4.5.1 Indici de paritate (femei/bărbați, rural/urban, raportul chintilelor bogăției inferioară/superioară și altele, cum ar fi statutul de dizabilități, populație indigenă sau afectată de conflicte, pe măsură ce datele devin disponibile) pentru toți indicatorii de educație                      | C040501 |
| 4.6 Până în 2030, asigurarea că toți tinerii și o proporție substanțială de adulți, atât bărbați, cât și femei, dețin competențe de citire/scriere și socotit | 4.6.1 Ponderea populației dintr-o anumită grupă de vârstă care atinge cel puțin un nivel minim de competență în (a) alfabetizare funcțională (citire/scriere) și (b) calcul simplu (socotit), după sex                                                                                                 | C040601 |
| 4.7 Până în 2030, asigurarea că toți cursanții dobândesc cunoștințele și abilitățile necesare pentru a promova dezvoltarea durabilă, inclusiv, printre altele, prin educația pentru dezvoltare durabilă și stiluri de viață durabile, drepturile omului, egalitatea de gen, promovarea unei culturi a păcii și a non-violenței, cetățenia globală, aprecierea diversității culturale și a contribuției culturii la dezvoltarea durabilă                                                              | 4.7.1 Măsura în care (i) educația pentru cetățenia globală și (ii) educația pentru dezvoltarea durabilă, inclusiv egalitatea de gen și drepturile omului, sunt integrate la toate nivelurile în (a) politicile educaționale naționale, (b) programă, (c) formarea profesorilor, (d) evaluarea elevilor | C200306 |
| 4.a Construirea sau îmbunătățirea facilităților educaționale care să țină cont de copii, persoane cu dizabilități și diferența de gen și asigurarea unor medii educaționale sigure, non-violente, incluzive și eficiente pentru toți | 4.a.1 Ponderea școlilor care oferă servicii de bază, după tipul de serviciu | C040a01 |
| 4.b Până în 2020, extinderea substanțială, la nivel global, a numărului burselor de studii disponibile pentru țările în curs de dezvoltare, în special țările cel mai puțin dezvoltate, statele insulare mici în curs de dezvoltare și țările africane, pentru înscrierea în învățământul superior, inclusiv formarea profesională și vocațională, tehnologia informației și comunicațiilor, programe tehnice, de inginerie și științifice, din țările dezvoltate și alte țări în curs de dezvoltare | 4.b.1 Volumul fluxurilor de Asistență Oficială pentru Dezvoltare pentru burse de studii, după sector și tipul de studiu | C040b01 |
| 4.c Până în 2030, creșterea substanțială a numărului profesorilor calificați, inclusiv prin cooperarea internațională pentru formarea cadrelor didactice în țările în curs de dezvoltare, în special în țările cel mai puțin dezvoltate și statele insulare mici în curs de dezvoltare | 4.c.1 Ponderea cadrelor didactice cu calificările minime necesare, după nivelul de studii | C040c01 |

### ODD5: Egalitatea de gen
| Realizarea egalității de gen și creșterea rolului tuturor femeilor și fetelor | Realizarea egalității de gen și creșterea rolului tuturor femeilor și fetelor | Realizarea egalității de gen și creșterea rolului tuturor femeilor și fetelor |
| Ținte | Indicatori | Cod UNSD                                                                      |
| --- | --- | ----------------------------------------------------------------------------- |
| 5.1 Eradicarea tuturor formelor de discriminare la adresa tuturor femeilor de pretutindeni | 5.1.1 Existența unui cadru juridic pentru promovarea, aplicarea și monitorizarea egalității și nediscriminării pe criterii de sex | C050101                                                                       |
| 5.2 Eradicarea tuturor formelor de violență la adresa femeilor în sfera publică și privată, inclusiv traficul de persoane, exploatarea sexuală și alte tipuri de exploatare | 5.2.1 Ponderea femeilor și fetelor în vârstă de 15 ani și peste care au avut un partener stabil și au suferit o formă de violență fizică, sexuală sau psihologică din partea partenerului în ultimele 12 luni, după forma de violență și după vârstă     | C050201                                                                       |
| 5.2 Eradicarea tuturor formelor de violență la adresa femeilor în sfera publică și privată, inclusiv traficul de persoane, exploatarea sexuală și alte tipuri de exploatare | 5.2.2 Ponderea femeilor și fetelor cu vârsta de 15 ani și peste care au suferit o formă de violență sexuală din partea altei persoane decât partenerul intim în ultimele 12 luni, după vârstă și locul apariției                                         | C050202                                                                       |
| 5.3 Eliminarea tuturor practicilor dăunătoare, cum ar fi căsătoria minorilor, căsătoria precoce și forțată și mutilarea genitală feminină | 5.3.1 Ponderea femeilor cu vârsta cuprinsă între 20 și 24 de ani care au fost căsătorite sau în concubinaj înainte de 15 ani și înainte de 18 ani | C050301                                                                       |
| 5.3 Eliminarea tuturor practicilor dăunătoare, cum ar fi căsătoria minorilor, căsătoria precoce și forțată și mutilarea genitală feminină | 5.3.2 Ponderea fetelor și femeilor cu vârsta cuprinsă între 15 și 49 de ani care au suferit mutilări genitale, după vârstă | C050302                                                                       |
| 5.4 Recunoașterea și monetizarea sarcinilor de îngrijire neremunerate și activităților casnice prin furnizarea de servicii publice, infrastructură și politici de protecție socială și promovarea responsabilității partajate în cadrul gospodăriei și familiei, la nivel național                                     | 5.4.1 Ponderea de timp petrecut în activități casnice și de îngrijire neremunerate, după sex, vârstă și locație | C050401                                                                       |
| 5.5 Asigurarea participării depline și efective a femeilor și a șanselor egale de conducere la toate nivelurile de luare a deciziilor în viața politică, economică și publică | 5.5.1 Ponderea locurilor deținute de femei în (a) parlamentele naționale și (b) administrația publică locală | C050501                                                                       |
| 5.5 Asigurarea participării depline și efective a femeilor și a șanselor egale de conducere la toate nivelurile de luare a deciziilor în viața politică, economică și publică | 5.5.2 Ponderea femeilor în funcții de conducere | C050502                                                                       |
| 5.6 Asigurarea accesului universal la sănătatea sexuală și reproductivă și a drepturilor de reproducere, în conformitate cu Programul de acțiune al Conferinței internaționale privind populația și dezvoltarea, Platforma de acțiune de la Beijing și documentele rezultate ale conferințelor de revizuire ulterioare | 5.6.1 Ponderea femeilor cu vârsta cuprinsă între 15 și 49 de ani care iau propriile decizii informate în ceea ce privește relațiile sexuale, utilizarea contraceptivelor și îngrijirea sănătății reproductive                                            | C050601                                                                       |
| 5.6 Asigurarea accesului universal la sănătatea sexuală și reproductivă și a drepturilor de reproducere, în conformitate cu Programul de acțiune al Conferinței internaționale privind populația și dezvoltarea, Platforma de acțiune de la Beijing și documentele rezultate ale conferințelor de revizuire ulterioare | 5.6.2 Numărul de țări cu legi și reglementări care garantează accesul deplin și egal al femeilor și bărbaților cu vârsta de peste 15 ani la îngrijire, informare și educație în privința sănătății sexuale și reproductive                               | C050602                                                                       |
| 5.a Întreprinderea de reforme pentru a oferi femeilor drepturi egale la resursele economice, precum și accesul la proprietate și control asupra pământului și la alte forme de proprietate, servicii financiare, moștenire și resurse naturale, în conformitate cu legislația națională                                | 5.a.1 Ponderea populației agricole totale cu drepturi de proprietate sau garantate asupra terenurilor agricole, după sex și (b) ponderea femeilor în rândul proprietarilor sau deținătorilor de drepturi de terenuri agricole, după tipul de proprietate | C050a01                                                                       |
| 5.a Întreprinderea de reforme pentru a oferi femeilor drepturi egale la resursele economice, precum și accesul la proprietate și control asupra pământului și la alte forme de proprietate, servicii financiare, moștenire și resurse naturale, în conformitate cu legislația națională                                | 5.a.2 Ponderea țărilor în care cadrul legal (inclusiv dreptul cutumiar) garantează femeilor drepturi egale de proprietate și/sau control asupra pământului                                                                                               | C050a02                                                                       |
| 5.b Îmbunătățirea utilizării tehnologiilor, în special tehnologia informației și comunicațiilor, care să permită promovarea emancipării femeilor | 5.b.1 Ponderea persoanelor care dețin un telefon mobil, după sex | C050b01                                                                       |
| 5.c Adoptarea și consolidarea politicilor și a legislației aplicabile pentru promovarea egalității de gen și abilitarea tuturor femeilor și fetelor la toate nivelurile | 5.c.1 Ponderea țărilor care au adoptat sisteme de monitorizare și de finanțare publică în privința egalității de gen și a emancipării femeilor | C050c01                                                                       |

### ODD6: Apă curată și canalizare
| Asigurarea disponibilității și gestionarea durabilă a apei și apelor uzate pentru toți | Asigurarea disponibilității și gestionarea durabilă a apei și apelor uzate pentru toți                                                                                            | Asigurarea disponibilității și gestionarea durabilă a apei și apelor uzate pentru toți |
| Ținte | Indicatori | Cod UNSD                                                                               |
| --- | --- | -------------------------------------------------------------------------------------- |
| 6.1 Până în 2030, realizarea accesului universal și echitabil la apă potabilă sigură și accesibilă pentru toți | 6.1.1 Ponderea populației care are acces la servicii de alimentare cu apă potabilă gestionate în condiții de siguranță                                                            | C060101                                                                                |
| 6.2 Până în 2030, asigurarea accesului la sisteme de canalizare și facilități sanitare adecvate și echitabile pentru toți și oprirea defecării în aer liber, acordând o atenție specială nevoilor femeilor și fetelor, precum și persoanelor aflate în situații vulnerabile                                                                              | 6.2.1 Ponderea populației care utilizează (a) servicii de canalizare gestionată în condiții de siguranță și (b) o instalație pentru spălarea mâinilor cu apă și săpun             | C060201                                                                                |
| 6.3 Până în 2030, îmbunătățirea calității apei prin reducerea poluării, eliminarea depozitării necorespunzătoare a deșeurilor și minimizarea eliberării de substanțe chimice și materiale periculoase, reducerea la jumătate a proporției apelor uzate netratate și creșterea substanțială a reciclării și a reutilizării sigure a apei, la nivel global | 6.3.1 Ponderea fluxurilor de ape uzate menajere și industriale tratate în condiții de siguranță                                                                                   | C060303                                                                                |
| 6.3 Până în 2030, îmbunătățirea calității apei prin reducerea poluării, eliminarea depozitării necorespunzătoare a deșeurilor și minimizarea eliberării de substanțe chimice și materiale periculoase, reducerea la jumătate a proporției apelor uzate netratate și creșterea substanțială a reciclării și a reutilizării sigure a apei, la nivel global | 6.3.2 Ponderea corpurilor de apă cu o calitate bună a apei | C060302                                                                                |
| 6.4 Până în 2030, creșterea substanțială a eficienței utilizării apei în toate sectoarele, asigurarea sustenabilității rezervelor și a furnizării de apă potabilă pentru a aborda criza apei și pentru a reduce substanțial numărul persoanelor care suferă de deficit de apă                                                                            | 6.4.1 Creșterea eficienței utilizării apei în timp | C060401                                                                                |
| 6.4 Până în 2030, creșterea substanțială a eficienței utilizării apei în toate sectoarele, asigurarea sustenabilității rezervelor și a furnizării de apă potabilă pentru a aborda criza apei și pentru a reduce substanțial numărul persoanelor care suferă de deficit de apă                                                                            | 6.4.2 Nivelul stresului hidric: ponderea rezervelor de apă dulce ca proporție din resursele disponibile de apă dulce                                                              | C060402                                                                                |
| 6.5 Până în 2030, implementarea Managementului integrat al resurselor de apă la toate nivelurile, inclusiv prin cooperare transfrontalieră, după caz | 6.5.1 Gradul de management integrat al resurselor de apă | C060501                                                                                |
| 6.5 Până în 2030, implementarea Managementului integrat al resurselor de apă la toate nivelurile, inclusiv prin cooperare transfrontalieră, după caz | 6.5.2 Ponderea bazinelor de apă transfrontaliere care sunt subiectul unui acord operațional de cooperare în domeniul apei                                                         | C060502                                                                                |
| 6.6 Până în 2020, protejarea și restabilirea ecosistemelor legate de apă, inclusiv munți, păduri, zone umede, râuri, acvifer și lacuri | 6.6.1 Extinderea în timp a ecosistemelor legate de apă | C060601                                                                                |
| 6.a Până în 2030, extinderea cooperării internaționale și a sprijinului pentru consolidarea capacităților țărilor în curs de dezvoltare în activități și programe legate de apă și canalizare, inclusiv colectarea apei pluviale, desalinizare, eficientizarea consumului de apă, tratarea apelor uzate, tehnologii de reciclare și reutilizare          | 6.a.1 Valoarea Asistenței Oficiale pentru Dezvoltare (AOD) legată de apă și canalizare, care face parte dintr-un plan de cheltuieli coordonat de guvern                           | C060a01                                                                                |
| 6.b Sprijinirea și consolidarea participării comunităților locale la îmbunătățirea managementului apei și apelor uzate | 6.b.1 Ponderea unităților administrative locale care au adoptat și implementează politici și proceduri de participare a comunităților locale la managementul apei și apelor uzate | C060b01                                                                                |

### ODD7: Energie curată și la prețuri accesibile
| Asigurarea accesului la energie accesibilă, fiabilă, durabilă și modernă pentru toți | Asigurarea accesului la energie accesibilă, fiabilă, durabilă și modernă pentru toți | Asigurarea accesului la energie accesibilă, fiabilă, durabilă și modernă pentru toți |
| Ținte | Indicatori | Cod UNSD                                                                             |
| --- | --- | ------------------------------------------------------------------------------------ |
| 7.1 Până în 2030, asigurarea accesului universal la servicii energetice accesibile, fiabile și moderne | 7.1.1 Ponderea populației care are acces la energie electrică | C070101                                                                              |
| 7.1 Până în 2030, asigurarea accesului universal la servicii energetice accesibile, fiabile și moderne | 7.1.2 Ponderea populației care se bazează în principal pe combustibili și tehnologii curate | C070102                                                                              |
| 7.2 Până în 2030, creșterea substanțială a ponderii energiei regenerabile în mixul energetic global | 7.2.1 Ponderea energiei regenerabile în consumul final total de energie | C070201                                                                              |
| 7.3 Până în 2030, dublarea ratei globale de creștere a eficienței energetice | 7.3.1 Intensitatea energetică măsurată în termeni de energie primară și PIB | C070301                                                                              |
| 7.a Până în 2030, intensificarea cooperării internaționale pentru a facilita accesul la cercetare și tehnologie în domeniul energiei curate, inclusiv energie regenerabilă, eficiență energetică, tehnologii avansate și mai curate care utilizează combustibili fosili și promovarea investițiilor în infrastructura energetică și tehnologia energiei curate                   | 7.a.1 Fluxurile financiare internaționale către țările în curs de dezvoltare în sprijinul cercetării și dezvoltării în domeniul energiei curate și al producției de energie regenerabilă, inclusiv sisteme hibride | C070a01                                                                              |
| 7.b Până în 2030, extinderea infrastructurii și modernizarea tehnologiei pentru furnizarea de servicii energetice moderne și durabile pentru toate țările în curs de dezvoltare, în special țările cel mai puțin dezvoltate, statele insulare mici în curs de dezvoltare și țările în curs de dezvoltare fără ieșire la mare, în conformitate cu programele de sprijin specifice | 7.b.1 Capacitatea de generare de energie regenerabilă instalată în țările în curs de dezvoltare (în wați per locuitor)                                                                                             | C200208                                                                              |

### ODD8: Muncă decentă și creștere economică
| Promovarea creșterii economice susținute, incluzive și durabile, a ocupării depline și productive a forței de muncă și a muncii decente pentru toți | Promovarea creșterii economice susținute, incluzive și durabile, a ocupării depline și productive a forței de muncă și a muncii decente pentru toți | Promovarea creșterii economice susținute, incluzive și durabile, a ocupării depline și productive a forței de muncă și a muncii decente pentru toți |
| Ținte | Indicatori | Cod UNSD |
| --- | --- | --- |
| 8.1 Susținerea creșterii economice per locuitor în conformitate cu circumstanțele naționale și, în special, creșterea cu cel puțin 7% pe an a produsului intern brut în țările cel mai puțin dezvoltate | 8.1.1 Rata anuală de creștere a produsului intern brut real per locuitor | C080101 |
| 8.2 Atingerea unor niveluri mai ridicate de productivitate economică prin diversificare, modernizare tehnologică și inovare, inclusiv prin concentrarea asupra sectoarelor cu valoare adăugată mare și intensitate a muncii ridicată | 8.2.1 Rata anuală de creștere a PIB real per persoană angajată | C080201 |
| 8.3 Promovarea politicilor orientate spre dezvoltare care susțin activitățile productive, crearea de locuri de muncă decente, antreprenoriatul, creativitatea și inovația și încurajarea înființării și dezvoltării microîntreprinderilor și întreprinderilor mici și mijlocii, inclusiv prin accesul la servicii financiare                                                | 8.3.1 Ponderea angajărilor informale în afara sectorului agriculturii, după sector și sex | C080302 |
| 8.4 Până în 2030, îmbunătățirea progresivă la nivel mondial a eficienței utilizării resurselor în consum și producție și creșterea eforturilor de decuplare a creșterii economice de degradarea mediului, în conformitate cu Cadrul de programe pe 10 ani privind consumul și producția durabile, în special în țările dezvoltate                                           | 8.4.1 Amprenta materială, amprenta materială per locuitor și amprenta materială per PIB | C200202 |
| 8.4 Până în 2030, îmbunătățirea progresivă la nivel mondial a eficienței utilizării resurselor în consum și producție și creșterea eforturilor de decuplare a creșterii economice de degradarea mediului, în conformitate cu Cadrul de programe pe 10 ani privind consumul și producția durabile, în special în țările dezvoltate                                           | 8.4.2 Consumul intern de materiale, consumul intern de materiale per locuitor și consumul intern de materiale per PIB | C200203 |
| 8.5 Până în 2030, atingerea unei ocupări depline și productive a forței de muncă, locuri de muncă decente pentru toate femeile și toți bărbații, inclusiv pentru tineri și persoane cu dizabilități și remunerație egală pentru muncă egală | 8.5.1 Câștigul orar mediu al angajaților de sex feminin și masculin, după ocupație, vârstă și persoane cu dizabilități | C080501 |
| 8.5 Până în 2030, atingerea unei ocupări depline și productive a forței de muncă, locuri de muncă decente pentru toate femeile și toți bărbații, inclusiv pentru tineri și persoane cu dizabilități și remunerație egală pentru muncă egală | 8.5.2 Rata șomajului, după sex, vârstă și persoane cu dizabilități | C080502 |
| 8.6 Până în 2020, reducerea substanțială a ponderii tinerilor care nu au un loc de muncă, nici nu urmează cursuri de educație sau formare | 8.6.1 Ponderea tinerilor (cu vârste între 15 și 24 de ani) care nu sunt angajați, nici în educație sau formare | C080601 |
| 8.7 Adoptarea de măsuri rapide și eficiente pentru eradicarea muncii forțate, a sclaviei moderne și a traficului de persoane și pentru a asigura interzicerea și eliminarea celor mai grave forme de muncă a copiilor, inclusiv recrutarea și folosirea copiilor soldați și, până în 2025, stoparea muncii copiilor sub toate formele                                       | 8.7.1 Ponderea și numărul copiilor cu vârsta cuprinsă între 5 și 17 ani angajați în muncă, după sex și vârstă | C080701 |
| 8.8 Protejarea drepturilor persoanelor angajate în muncă și promovarea unor medii de lucru sigure și securizate pentru toți lucrătorii, inclusiv pentru lucrătorii migranți, în special femeile migrante, și pentru cei cu locuri de muncă precare | 8.8.1 Ratele de frecvență a accidentelor profesionale mortale și nemortale la 100.000 de muncitori, după sex și statutul de migrant | C080801 |
| 8.8 Protejarea drepturilor persoanelor angajate în muncă și promovarea unor medii de lucru sigure și securizate pentru toți lucrătorii, inclusiv pentru lucrătorii migranți, în special femeile migrante, și pentru cei cu locuri de muncă precare | 8.8.2 Nivelul de conformitate la nivel național cu drepturile persoanelor angajate în muncă (libertatea de asociere și negociere colectivă) pe baza normelor Organizației Internaționale a Muncii (OIM) și a legislației naționale, după sex și statutul de migrant | C080802 |
| 8.9 Până în 2030, elaborarea și implementarea de politici pentru a promova turismul durabil care să creeze locuri de muncă și să promoveze cultura și produsele locale | 8.9.1 Ponderea turismului în PIB-ul total și în rata de dezvoltare | C080901 |
| 8.10 Consolidarea capacității instituțiilor financiare naționale de a încuraja și extinde accesul tuturor la servicii bancare, de asigurări și financiare | 8.10.1 Numărul de sucursale ale băncilor comerciale la 100.000 de adulți și (b) numărul de bancomate (ATM) la 100.000 de adulți | C081001 |
| 8.10 Consolidarea capacității instituțiilor financiare naționale de a încuraja și extinde accesul tuturor la servicii bancare, de asigurări și financiare | 8.10.2 Ponderea adulților (în vârstă de 15 ani și peste) cu un cont la o bancă sau altă instituție financiară sau la un furnizor de servicii financiare prin telefonie mobilă (mobile-money-service provider)                                                       | C081002 |
| 8.a Creșterea sprijinului pentru comerț (Aid for Trade) pentru țările în curs de dezvoltare, în special țările cel mai puțin dezvoltate, inclusiv prin Cadrul integrat consolidat pentru asistența tehnică legată de comerț destinată țărilor cel mai puțin dezvoltate (Enhanced Integrated Framework for Trade- related Technical Assistance to Least Developed Countries) | 8.a.1 Angajamentele și plățile privind ajutorul pentru comerț (Aid for Trade) | C080a01 |
| 8.b Până în 2020, dezvoltarea și operaționalizarea unei strategii globale privind ocuparea forței de muncă pentru tineri și implementarea Pactului global privind locurile de muncă al Organizației Internaționale a Muncii | 8.b.1 Existența unei strategii naționale dezvoltate și operaționalizate privind ocuparea forței de muncă pentru tineri, ca strategie distinctă sau ca parte a strategiei naționale de ocupare a forței de muncă                                                     | C080b01 |

### ODD9: Industrie, inovare și infrastructură
| Construcția unei infrastructuri rezistente, promovarea industrializării incluzive și durabile și încurajarea inovației | Construcția unei infrastructuri rezistente, promovarea industrializării incluzive și durabile și încurajarea inovației                          | Construcția unei infrastructuri rezistente, promovarea industrializării incluzive și durabile și încurajarea inovației |
| Ținte | Indicatori | Cod UNSD |
| --- | --- | --- |
| 9.1 Dezvoltarea unei infrastructuri de calitate, fiabilă, durabilă și rezistentă, inclusiv infrastructura regională și transfrontalieră, pentru a sprijini dezvoltarea economică și bunăstarea umană, cu accent pe accesul accesibil și echitabil pentru toți | 9.1.1 Ponderea populației rurale care locuiește pe o rază de 2 km față de un drum accesibil în toate anotimpurile                               | C090101 |
| 9.1 Dezvoltarea unei infrastructuri de calitate, fiabilă, durabilă și rezistentă, inclusiv infrastructura regională și transfrontalieră, pentru a sprijini dezvoltarea economică și bunăstarea umană, cu accent pe accesul accesibil și echitabil pentru toți | 9.1.2 Volumele de pasageri și mărfuri transportate, după modul de transport                                                                     | C090102 |
| 9.2 Promovarea industrializării incluzive și durabile și, până în 2030, creșterea semnificativă a ratei de ocupare a forței de muncă în industrie și a ponderii industriale în produsul intern brut, în conformitate cu circumstanțele naționale, precum și dublarea ponderii în țările cel mai puțin dezvoltate                                                                                | 9.2.1 Valoarea adăugată a producției ca proporție din PIB și per locuitor                                                                       | C090201 |
| 9.2 Promovarea industrializării incluzive și durabile și, până în 2030, creșterea semnificativă a ratei de ocupare a forței de muncă în industrie și a ponderii industriale în produsul intern brut, în conformitate cu circumstanțele naționale, precum și dublarea ponderii în țările cel mai puțin dezvoltate                                                                                | 9.2.2 Rata de ocupare a forței de muncă în producție ca proporție din totalul ratei de ocupare                                                  | C090202 |
| 9.3 Creșterea accesului întreprinderilor industriale la scară mică și al altor întreprinderi, în special în țările în curs de dezvoltare, la serviciile financiare, inclusiv credite accesibile și integrarea acestora în lanțurile valorice și piețe | 9.3.1 Ponderea industriilor la scară mică în valoarea adăugată totală a industriei                                                              | C090301 |
| 9.3 Creșterea accesului întreprinderilor industriale la scară mică și al altor întreprinderi, în special în țările în curs de dezvoltare, la serviciile financiare, inclusiv credite accesibile și integrarea acestora în lanțurile valorice și piețe | 9.3.2 Ponderea industriilor la scară mică beneficiare ale unui împrumut sau unei linii de credit                                                | C090302 |
| 9.4 Până în 2030, modernizarea infrastructurii și a sectoarelor industriale pentru a le face durabile, cu o eficiență sporită a utilizării resurselor și o mai mare adoptare a tehnologiilor și a proceselor industriale curate și ecologice, în conformitate cu capacitățile fiecărei țări | 9.4.1 Emisii de CO2 pe unitatea de valoare adăugată                                                                                             | C090401 |
| 9.5 Îmbunătățirea cercetării științifice, îmbunătățirea capacităților tehnologice ale sectoarelor industriale din toate țările, în special țările în curs de dezvoltare, inclusiv, până în 2030, încurajarea inovației și creșterea substanțială a numărului de lucrători în cercetare și dezvoltare la 1 milion de oameni și a cheltuielilor publice și private pentru cercetare și dezvoltare | 9.5.1 Ponderea cheltuielilor de cercetare și dezvoltare în produsul intern brut                                                                 | C090501 |
| 9.5 Îmbunătățirea cercetării științifice, îmbunătățirea capacităților tehnologice ale sectoarelor industriale din toate țările, în special țările în curs de dezvoltare, inclusiv, până în 2030, încurajarea inovației și creșterea substanțială a numărului de lucrători în cercetare și dezvoltare la 1 milion de oameni și a cheltuielilor publice și private pentru cercetare și dezvoltare | 9.5.2 Numărul de cercetători (în echivalent normă întreagă) la un milion de locuitori                                                           | C090502 |
| 9.a Facilitarea dezvoltării durabile și rezistente a infrastructurii în țările în curs de dezvoltare prin sprijin financiar, tehnologic și tehnic sporit pentru țările africane, țările cel mai puțin dezvoltate, țările în curs de dezvoltare fără ieșire la mare și micile state insulare în curs de dezvoltare                                                                               | 9.a.1 Sprijinul internațional oficial total [Asistență Oficială pentru Dezvoltare (AOD) plus Alte Fluxuri Oficiale (AFO)] pentru infrastructură | C090a01 |
| 9.b Sprijinirea dezvoltării tehnologice interne, a cercetării și inovației în țările în curs de dezvoltare, inclusiv prin asigurarea unui mediu politic propice, pentru diversificarea industrială și adăugarea de valoare mărfurilor | 9.b.1 Ponderea valorii adăugate de industria de medie și înaltă tehnologie în valoarea adăugată totală                                          | C090b01 |
| 9.c Creșterea în mod semnificativ a accesului la tehnologia informației și comunicațiilor și depunerea de eforturi pentru a oferi acces universal și accesibil la internet în țările cel mai puțin dezvoltate până în 2020 | 9.c.1 Ponderea populației cu acces la o rețea mobilă, după tehnologie                                                                           | C090c01 |

### ODD10: Reducerea inegalităților
| Reducerea inegalităților în interiorul țărilor și între acestea | Reducerea inegalităților în interiorul țărilor și între acestea | Reducerea inegalităților în interiorul țărilor și între acestea |
| Ținte | Indicatori | Cod UNSD                                                        |
| --- | --- | --------------------------------------------------------------- |
| 10.1 Până în 2030, obținerea și susținerea progresivă a creșterii veniturilor celor mai săraci 40% din populație cu o rată mai mare decât media națională | 10.1.1 Ratele de creștere a cheltuielilor gospodăriilor sau a venitului per locuitor pentru cei mai săraci 40% din populație și pentru populația totală                                                    | C100101                                                         |
| 10.2 Până în 2030, adoptarea și promovarea incluziunii sociale, economice și politice pentru toți, indiferent de vârstă, sex, dizabilități, rasă, etnie, origine, religie, statut economic sau de altă natură | 10.2.1 Ponderea persoanelor care trăiesc cu mai puțin de 50% din venitul median, după sex, vârstă și persoane cu dizabilități                                                                              | C100201                                                         |
| 10.3 Asigurarea egalității de șanse și reducerea inegalităților, inclusiv prin eliminarea legilor, politicilor și practicilor discriminatorii și promovarea legislației, politicilor și acțiunilor adecvate în acest sens | 10.3.1 Ponderea populației care raportează că s-a simțit personal discriminată sau hărțuită în ultimele 12 luni pe baza unui motiv de discriminare interzis de dreptul internațional al drepturilor omului | C200204                                                         |
| 10.4 Adoptarea de politici, în special fiscale, salariale și de protecție socială, în scopul creșterii progresive a egalității de șanse | 10.4.1 Ponderea veniturilor din muncă (cuprinzând salariile și transferurile de protecție socială) în PIB                                                                                                  | C100401                                                         |
| 10.4 Adoptarea de politici, în special fiscale, salariale și de protecție socială, în scopul creșterii progresive a egalității de șanse | 10.4.2 Impactul redistributiv al politicii fiscale | C100402                                                         |
| 10.5 Îmbunătățirea reglementării și monitorizării piețelor și instituțiilor financiare globale și consolidarea implementării acestor reglementări | 10.5.1 Indicatori de soliditate financiară | C100501                                                         |
| 10.6 Asigurarea creșterii reprezentării și influenței țărilor în curs de dezvoltare în procesul de luare a deciziilor în instituțiile economice și financiare internaționale globale, pentru a oferi instituții mai eficiente, credibile, responsabile și legitime | 10.6.1 Ponderea membrilor și a drepturilor de vot ale țărilor în curs de dezvoltare în organizațiile internaționale                                                                                        | C200205                                                         |
| 10.7 Facilitarea migrației și mobilității ordonate, sigure, regulate și responsabile a persoanelor, inclusiv prin punerea în aplicare a politicilor de migrație planificate și bine gestionate | 10.7.1 Costurile de recrutare suportate de angajat ca proporție din venitul anual realizat în țara de destinație                                                                                           | C100701                                                         |
| 10.7 Facilitarea migrației și mobilității ordonate, sigure, regulate și responsabile a persoanelor, inclusiv prin punerea în aplicare a politicilor de migrație planificate și bine gestionate | 10.7.2 Ponderea țărilor cu politici de migrație care facilitează migrația și mobilitatea oamenilor ordonate, sigure, regulate și responsabile                                                              | C100702                                                         |
| 10.7 Facilitarea migrației și mobilității ordonate, sigure, regulate și responsabile a persoanelor, inclusiv prin punerea în aplicare a politicilor de migrație planificate și bine gestionate | 10.7.3 Numărul de persoane decedate sau dispărute în procesul de migrare către o destinație internațională                                                                                                 | C100703                                                         |
| 10.7 Facilitarea migrației și mobilității ordonate, sigure, regulate și responsabile a persoanelor, inclusiv prin punerea în aplicare a politicilor de migrație planificate și bine gestionate | 10.7.4 Ponderea populației refugiate, după țara de origine | C100704                                                         |
| 10.a Punerea în aplicare a principiului tratamentului special și diferențiat pentru țările în curs de dezvoltare, în special pentru țările cel mai puțin dezvoltate, în conformitate cu acordurile Organizației Mondiale a Comerțului | 10.a.1 Ponderea taxelor vamale aplicate importurilor din țările cel mai puțin dezvoltate și țările în curs de dezvoltare cu taxe vamale zero                                                               | C100a01                                                         |
| 10.b Creșterea Asistenței Oficiale pentru Dezvoltare și a fluxurilor financiare, inclusiv a investițiilor străine directe, către statele care au cea mai mare nevoie, în special țările cel mai puțin dezvoltate, țările africane, micile state insulare în curs de dezvoltare și țările în curs de dezvoltare fără ieșire la mare, în conformitate cu planurile și programele lor naționale | 10.b.1 Fluxurile totale de resurse pentru dezvoltare, după țări beneficiare și donatoare și tipul de flux (de exemplu Asistență Oficială pentru Dezvoltare, investiții străine directe și alte fluxuri)    | C100b01                                                         |
| 10.c Până în 2030, reducerea la mai puțin de 3% a costurilor de tranzacție ale transferurilor financiare către familiile migranților și eliminarea liniilor de tranzacții financiare pentru migranți cu costuri mai mari de 5% | 10.c.1 Costurile de remitere ca proporție din suma remisă | C100c01                                                         |

### ODD11: Orașe și comunități durabile
| Orașe și comunități incluzive, sigure, rezistente și durabile | Orașe și comunități incluzive, sigure, rezistente și durabile | Orașe și comunități incluzive, sigure, rezistente și durabile |
| Ținte | Indicatori | Cod UNSD                                                      |
| --- | --- | ------------------------------------------------------------- |
| 11.1 Până în 2030, asigurarea accesului tuturor la locuințe și servicii de bază adecvate, sigure și la prețuri accesibile și modernizarea mahalalelor | 11.1.1 Ponderea populației urbane care trăiește în gospodării situate în mahalale, așezări neoficiale sau în locuințe inadecvate | C110101                                                       |
| 11.2 Până în 2030, acces la sisteme de transport sigure, accesibile și durabile pentru toți, îmbunătățirea siguranței rutiere, în special prin extinderea transportului public, cu o atenție specială nevoilor celor aflați în situații vulnerabile, femei, copii, persoane cu dizabilități și persoane în vârstă | 11.2.1 Ponderea populației care are acces convenabil la transportul public, după sex, vârstă și dizabilități | C110201                                                       |
| 11.3 Până în 2030, consolidarea urbanizării incluzive și durabile și a capacității de planificare și gestionare participativă, integrată și durabilă a așezărilor umane în toate țările | 11.3.1 Raportul dintre rata utilizării terenului și rata de creștere a populației | C110301                                                       |
| 11.3 Până în 2030, consolidarea urbanizării incluzive și durabile și a capacității de planificare și gestionare participativă, integrată și durabilă a așezărilor umane în toate țările | 11.3.2 Ponderea orașelor cu o structură de participare directă a societății civile în planificare urbană și management care funcționează în mod regulat și democratic | C110302                                                       |
| 11.4 Întărirea eforturilor de protejare și conservare a moștenirii culturale și naturale | 11.4.1 Cheltuieli totale per locuitor pentru protecția și conservarea întregului patrimoniu cultural și natural, în funcție de sursa de finanțare (publică, privată), tipul de patrimoniu (cultural, natural) și nivelul de guvernanță (național, regional sau local/municipal) | C110401                                                       |
| 11.5 Până în 2030, reducerea semnificativă a numărului de decese și numărului de persoane afectate și reducerea substanțială a pierderilor economice directe în raport cu produsul intern brut global cauzate de dezastre naturale, inclusiv dezastrele legate de apă, cu accent pe protejarea celor săraci și persoanele aflate în situații vulnerabile                                                                                           | 11.5.1 Numărul de decese, de persoane dispărute și de persoane direct afectate atribuite dezastrelor naturale la 100.000 de locuitori | C200303                                                       |
| 11.5 Până în 2030, reducerea semnificativă a numărului de decese și numărului de persoane afectate și reducerea substanțială a pierderilor economice directe în raport cu produsul intern brut global cauzate de dezastre naturale, inclusiv dezastrele legate de apă, cu accent pe protejarea celor săraci și persoanele aflate în situații vulnerabile                                                                                           | 11.5.2 Pierderi economice directe atribuite dezastrelor naturale în raport cu produsul intern brut (PIB) | C110502                                                       |
| 11.5.3 (a) Daune aduse infrastructurii critice și (b) numărul de întreruperi ale furnizării serviciilor de bază, atribuite dezastrelor | C110503 |                                                               |
| 11.6 Până în 2030, reducerea impactului per locuitor asupra mediului al orașelor, inclusiv prin acordarea unei atenții deosebite calității aerului și gestionării deșeurilor municipale și de altă natură | 11.6.1 Ponderea deșeurilor municipale solide colectate și gestionate în instalații controlate din totalul deșeurilor municipale generate, după oraș | C110603                                                       |
| 11.6 Până în 2030, reducerea impactului per locuitor asupra mediului al orașelor, inclusiv prin acordarea unei atenții deosebite calității aerului și gestionării deșeurilor municipale și de altă natură | 11.6.2 Nivelurile medii anuale de particule fine (de exemplu, PM2,5 și PM10) în orașe (ponderat cu numărul populației) | C110602                                                       |
| 11.7 Până în 2030, acces universal la spații verzi publice sigure, incluzive și accesibile, în special pentru femei și copii, persoane în vârstă și persoane cu dizabilități | 11.7.1 Cota medie din suprafața construită a orașelor care este spațiu deschis pentru uz public, după sex, vârstă și persoane cu dizabilități | C110701                                                       |
| 11.7 Până în 2030, acces universal la spații verzi publice sigure, incluzive și accesibile, în special pentru femei și copii, persoane în vârstă și persoane cu dizabilități | 11.7.2 Ponderea victimelor hărțuirii fizice sau sexuale, după sex, vârstă, persoane cu dizabilități și locul apariției, în ultimele 12 luni | C110702                                                       |
| 11.a Sprijinirea legăturilor economice, sociale și de mediu pozitive între zonele urbane, periurbane și rurale prin consolidarea planificării dezvoltării naționale și regionale | 11.a.1 Numărul de țări care au adoptat politici urbane naționale sau planuri de dezvoltare regională care (a) răspund la dinamica populației, (b) asigură o dezvoltare teritorială echilibrată și (c) asigură creșterea spațiului fiscal local                                  | C110a02                                                       |
| 11.b Până în 2020, creșterea substanțială a numărului de orașe și așezări umane care adoptă și implementează politici și planuri integrate pentru incluziune, eficiența resurselor, atenuare și adaptare la schimbările climatice, reziliență la dezastre și dezvoltarea și implementarea, în conformitate cu Cadrul Sendai pentru reducerea riscului de dezastre 2015–2030, a managementului holistic al riscului de dezastre la toate nivelurile | 11.b.1 Numărul de țări care adoptă și implementează strategii naționale de reducere a riscului de dezastre în conformitate cu Cadrul Sendai pentru reducerea riscului de dezastre 2015–2030                                                                                     | C200304                                                       |
| 11.b Până în 2020, creșterea substanțială a numărului de orașe și așezări umane care adoptă și implementează politici și planuri integrate pentru incluziune, eficiența resurselor, atenuare și adaptare la schimbările climatice, reziliență la dezastre și dezvoltarea și implementarea, în conformitate cu Cadrul Sendai pentru reducerea riscului de dezastre 2015–2030, a managementului holistic al riscului de dezastre la toate nivelurile | 11.b.2 Ponderea administrațiilor locale care adoptă și implementează strategii locale de reducere a riscului de dezastre în conformitate cu strategiile naționale de reducere a riscului de dezastre                                                                            | C200305                                                       |
| 11.c Sprijinirea țărilor cel mai puțin dezvoltate, inclusiv prin asistență financiară și tehnică pentru construirea de clădiri durabile și rezistente, folosind materiale locale | Indicatorul 11.c.1 a fost șters în 2020. Comunitatea statistică globală este încurajată să lucreze la dezvoltarea unui indicator care ar putea fi propus pentru evaluarea cuprinzătoare din 2025. Vezi E/CN.3/2020/2, paragraful 23                                             |                                                               |

### ODD12: Consum și producție responsabile
| Asigurarea unor modele durabile de consum și producție | Asigurarea unor modele durabile de consum și producție | Asigurarea unor modele durabile de consum și producție |
| Ținte | Indicatori | Cod UNSD                                               |
| --- | --- | ------------------------------------------------------ |
| 12.1 Implementarea Cadrului de programe pe 10 ani privind modelele de consum și producție durabile, cu implicarea tuturor țărilor, țările dezvoltate urmând să țină cont de nivelul de dezvoltare și de capacitățile țărilor în curs de dezvoltare | 12.1.1 Numărul de țări cu planuri naționale de acțiune pentru consum și producție durabile adoptate sau integrate ca prioritate sau țintă în politicile naționale                                                                                                  | C120101                                                |
| 12.2 Până în 2030, realizarea gestionării durabile și utilizării eficiente a resurselor naturale | 12.2.1 Amprenta materială, amprenta materială per locuitor și amprenta materială per PIB | C200202                                                |
| 12.2 Până în 2030, realizarea gestionării durabile și utilizării eficiente a resurselor naturale | 12.2.2 Consumul intern de materiale, consumul intern de materiale per locuitor și consumul intern de material per PIB | C200203                                                |
| 12.3 Până în 2030, înjumătățirea risipei alimentare globale per locuitor la nivelul comerțului cu amănuntul și al consumatorilor și reducerea pierderilor alimentare de-a lungul lanțurilor de producție și aprovizionare, inclusiv pierderile după recoltare | 12.3.1 (a) Indicele pierderilor alimentare de la nivelul producției la nivelul consumului și (b) Indicele deșeurilor alimentare | C120301                                                |
| 12.4 Până în 2020, realizarea gestionării ecologice a substanțelor chimice și a tuturor deșeurilor pe parcursul ciclului lor de viață, în conformitate cu cadrele internaționale convenite, și reducerea semnificativă a eliberării acestora în aer, apă și sol, pentru a minimiza impactul lor negativ asupra sănătății umane și asupra mediului | 12.4.1 Numărul de părți ale acordurilor internaționale multilaterale de mediu privind deșeurile periculoase și alte substanțe chimice care își îndeplinesc angajamentele și obligațiile de transmitere a informațiilor, conform cerințelor fiecărui acord relevant | C120401                                                |
| 12.4 Până în 2020, realizarea gestionării ecologice a substanțelor chimice și a tuturor deșeurilor pe parcursul ciclului lor de viață, în conformitate cu cadrele internaționale convenite, și reducerea semnificativă a eliberării acestora în aer, apă și sol, pentru a minimiza impactul lor negativ asupra sănătății umane și asupra mediului | 12.4.2 (a) Cantitatea de deșeuri periculoase generată per locuitor și (b) ponderea deșeurilor periculoase tratate, după tipul de tratare | C120402                                                |
| 12.5 Până în 2030, reducerea substanțială a generării de deșeuri prin prevenire, reducere, reciclare și reutilizare | 12.5.1 Rata națională de reciclare, în tone de material reciclat | C120501                                                |
| 12.6 Încurajarea companiilor, în special companiile mari și transnaționale, să adopte practici durabile și să integreze informațiile despre sustenabilitate în ciclul lor de raportare | 12.6.1 Numărul de companii care publică rapoarte de sustenabilitate | C120601                                                |
| 12.7 Promovarea practicilor de achiziții publice durabile, în conformitate cu politicile și prioritățile naționale | 12.7.1 Gradul de implementare a politicilor de achiziții publice durabile și a planului de acțiune | C120701                                                |
| 12.8 Până în 2030, asigurarea că oamenii de pretutindeni au primit informațiile relevante și conștientizează beneficiile dezvoltării durabile și stilurilor de viață în armonie cu natura | 12.8.1 Măsura în care (i) educația privind cetățenia globală și (ii) educația privind dezvoltarea durabilă sunt integrate în (a) politicile naționale de educație, (b) programă, (c) formarea profesorilor și (d) evaluarea elevilor                               | C200306                                                |
| 12.a Sprijinirea țărilor în curs de dezvoltare pentru a-și consolida capacitatea științifică și tehnologică de a se îndrepta către modele mai durabile de consum și producție | 12.a.1 Capacitatea de generare de energie regenerabilă instalată în țările în curs de dezvoltare (în wați per locuitor) | C200208                                                |
| 12.b Dezvoltarea și implementarea instrumentelor de monitorizare a impactului dezvoltării durabile pentru turismul durabil care creează locuri de muncă și promovează cultura și produsele locale | 12.b.1 Implementarea unor instrumente contabile standard pentru monitorizarea aspectelor economice și de mediu ale durabilității turismului | C120b02                                                |
| 12.c Raționalizarea subvențiilor ineficiente pentru combustibili fosili care încurajează consumul risipitor, prin eliminarea denaturărilor pieței în conformitate cu circumstanțele naționale, inclusiv restructurarea impozitării și eliminarea treptată a subvențiilor dăunătoare acolo unde acestea există, pentru a reflecta impactul lor asupra mediului, ținând cont pe deplin de nevoile și condițiile specifice dezvoltării țărilor și minimizând posibilele efecte negative asupra dezvoltării lor într-un mod care să îi protejeze pe cei săraci și comunitățile afectate | 12.c.1 Valoarea subvențiilor pentru combustibili fosili per unitate din PIB (producție și consum) | C120c01                                                |

### ODD13: Acțiune climatică
| Măsuri urgente pentru combaterea schimbărilor climatice și a impactului acestora | Măsuri urgente pentru combaterea schimbărilor climatice și a impactului acestora | Măsuri urgente pentru combaterea schimbărilor climatice și a impactului acestora |
| Ținte | Indicatori | Cod UNSD                                                                         |
| --- | --- | -------------------------------------------------------------------------------- |
| 13.1 Consolidarea rezilienței și a capacității de adaptare la pericolele legate de climă și dezastrele naturale în toate țările | 13.1.1 Numărul de decese, persoane dispărute și persoane direct afectate atribuite dezastrelor la 100.000 de locuitori | C200303                                                                          |
| 13.1 Consolidarea rezilienței și a capacității de adaptare la pericolele legate de climă și dezastrele naturale în toate țările | 13.1.2 Numărul de țări care au adoptat și implementează strategii naționale de reducere a riscului de dezastre în conformitate cu Cadrul Sendai pentru reducerea riscului de dezastre 2015–2030                                                                                                   | C200304                                                                          |
| 13.1 Consolidarea rezilienței și a capacității de adaptare la pericolele legate de climă și dezastrele naturale în toate țările | 13.1.3 Ponderea administrațiilor locale care au adoptat și implementează strategii locale de reducere a riscului de dezastre în conformitate cu strategiile naționale de reducere a riscului de dezastre                                                                                          | C200305                                                                          |
| 13.2 Integrarea măsurilor privind schimbările climatice în politicile, strategiile și planificarea naționale | 13.2.1 Numărul de țări care au adoptat un plan național de acțiune (Nationally Determined Contribution), strategii pe termen lung, planuri și strategii naționale de adaptare la schimbările climatice, așa cum sunt raportate în comunicările privind adaptarea și comunicările naționale        | C130203                                                                          |
| 13.2 Integrarea măsurilor privind schimbările climatice în politicile, strategiile și planificarea naționale | 13.2.2 Emisii anuale totale de gaze cu efect de seră | C130202                                                                          |
| 13.3 Îmbunătățirea educației, a conștientizării și a capacităților umane și instituționale privind atenuarea schimbărilor climatice, adaptarea, reducerea impactului și avertizarea timpurie | 13.3.1 Măsura în care (i) educația privind cetățenia globală și (ii) educația privind dezvoltarea durabilă sunt integrate în (a) politicile naționale de educație, (b) programă, (c) formarea profesorilor și (d) evaluarea elevilor                                                              | C200306                                                                          |
| 13.a Punerea în aplicare a angajamentului asumat de țările dezvoltate, părți ale Convenției-cadru a Națiunilor Unite privind schimbările climatice, cu privire la obiectivul de a mobiliza în comun, din toate sursele, 100 de miliarde de dolari anual până în 2020 pentru a răspunde nevoilor țărilor în curs de dezvoltare în contextul unor acțiuni semnificative de atenuare și transparență în implementarea și operaționalizarea Fondului verde pentru climă (Green Climate Fund) prin capitalizarea acestuia cât mai curând posibil | 13.a.1 Sumele furnizate și mobilizate în dolari SUA pe an în raport cu obiectivul existent de mobilizare colectivă al angajamentului de 100 de miliarde de dolari până în 2025 | C130a02                                                                          |
| 13.b Promovarea mecanismelor de creștere a capacității de planificare și gestionare eficientă a schimbărilor climatice în țările cel mai puțin dezvoltate și micile state insulare în curs de dezvoltare, inclusiv concentrarea asupra femeilor, tinerilor, comunităților locale și marginalizate | 13.b.1 Numărul de țări cel mai puțin dezvoltate și state insulare mici în curs de dezvoltare cu contribuții determinate la nivel național, strategii pe termen lung, planuri naționale de adaptare, strategii, așa cum sunt raportate în comunicările privind adaptarea și comunicările naționale | C130b02                                                                          |

### ODD14: Viața marină
| Conservarea și utilizarea durabilă a oceanelor, mărilor și resurselor marine pentru o dezvoltare durabilă | Conservarea și utilizarea durabilă a oceanelor, mărilor și resurselor marine pentru o dezvoltare durabilă | Conservarea și utilizarea durabilă a oceanelor, mărilor și resurselor marine pentru o dezvoltare durabilă |
| Ținte | Indicatori | Cod UNSD                                                                                                  |
| --- | --- | --- |
| 14.1 Până în 2025, prevenirea și reducerea semnificativă a poluării marine de toate tipurile, în special din activitățile terestre, inclusiv deșeurile marine și poluarea cu nutrienți | 14.1.1 (a) Indicele de eutrofizare a apelor de coastă și (b) densitatea resturilor de plastic plutitoare | C140101                                                                                                   |
| 14.2 Până în 2020, gestionarea și protejarea în mod durabil a ecosistemelor marine și de coastă pentru a evita efectele negative semnificative, inclusiv prin consolidarea rezilienței acestora și luarea de măsuri pentru refacerea lor în scopul obținerii unor oceane sănătoase și productive | 14.2.1 Numărul de țări care utilizează abordări bazate pe ecosistem pentru gestionarea zonelor marine | C140201                                                                                                   |
| 14.3 Minimizarea și abordarea impactului acidificării oceanelor, inclusiv prin cooperarea științifică consolidată la toate nivelurile | 14.3.1 Aciditatea marină medie (pH) măsurată de stațiile de prelevare reprezentative convenite | C140301                                                                                                   |
| 14.4 Până în 2020, reglementarea eficientă a pescuitului și eliminarea pescuitului excesiv, pescuitului ilegal, nedeclarat și nereglementat și practicilor de pescuit distructive și implementarea planurilor de management bazate pe știință, pentru a restabili stocurile de pește în cel mai scurt timp, cel puțin la niveluri care pot produce un randament maxim durabil, determinat de caracteristicile lor biologice | 14.4.1 Ponderea stocurilor de pește în limitele sustenabile biologic | C140401                                                                                                   |
| 14.5 Până în 2020, conservarea a cel puțin 10% din zonele de coastă și marine, în conformitate cu legislația națională și internațională și pe baza celor mai bune informații științifice disponibile | 14.5.1 Ponderea suprafeței ariilor protejate în raport cu cea a zonelor marine | C140501                                                                                                   |
| 14.6 Până în 2020, eliminarea tuturor acelor subvenții pentru pescuit care contribuie la pescuitul excesiv, eliminarea subvențiilor care contribuie la pescuitul ilegal, nedeclarat și nereglementat și abținerea de la introducerea unor noi astfel de subvenții, recunoașterea faptului că un tratament adecvat și eficient, special destinat țărilor în curs de dezvoltare și țărilor cel mai puțin dezvoltate, ar trebui să fie o parte integrantă a negocierilor privind subvențiile pentru pescuit din cadrul Organizației Mondiale a Comerțului | 14.6.1 Gradul de implementare a instrumentelor internaționale care vizează combaterea pescuitului ilegal, nedeclarat și nereglementat | C140601                                                                                                   |
| 14.7 Până în 2030, creșterea beneficiilor economice pentru micile state insulare în curs de dezvoltare și pentru țările cel mai puțin dezvoltate din utilizarea durabilă a resurselor marine, inclusiv prin gestionarea durabilă a pescuitului, acvaculturii și turismului | 14.7.1 Ponderea pescuitului durabil în PIB în statele insulare mici în curs de dezvoltare, țările cel mai puțin dezvoltate și toate țările | C140701                                                                                                   |
| 14.a Creșterea nivelului de cunoștințe științifice, dezvoltarea capacității de cercetare și transferul de tehnologii maritime, ținând cont de criteriile și orientările Comisiei Oceanografice Interguvernamentale (Intergovernmental Oceanographic Commission) privind transferul de tehnologie marină, pentru a îmbunătăți sănătatea oceanelor și pentru a spori contribuția biodiversității marine la dezvoltarea țărilor în curs de dezvoltare, în special a statelor insulare mici în curs de dezvoltare și a țărilor cel mai puțin dezvoltate    | 14.a.1 Ponderea fondurilor alocate cercetării în domeniul tehnologiei marine din bugetul total al cercetării | C140a01                                                                                                   |
| 14.b Asigurarea accesului pescuitului artizanal la scară mică la resurse marine și piețe | 14.b.1 Gradul de aplicare a unui cadru legal/de reglementare/politic/instituțional care recunoaște și protejează drepturile de acces pentru pescuitul la scară mică | C140b01                                                                                                   |
| 14.c Îmbunătățirea conservării și utilizării durabile a oceanelor și a resurselor acestora prin punerea în aplicare a dreptului internațional, astfel cum este reflectat în Convenția Națiunilor Unite asupra dreptului mării, care oferă cadrul legal pentru conservarea și utilizarea durabilă a oceanelor și a resurselor acestora, așa cum se reamintește la punctul 158 din „Viitorul pe care ni-l dorim” (The future we want) | 14.c.1 Numărul de țări care fac progrese în privința ratificării, acceptării și implementării, prin intermediul cadrelor juridice, politice și instituționale, a instrumentelor legate de oceane care pun în aplicare dreptul internațional, așa cum se reflectă în Convenția Națiunilor Unite asupra dreptului mării | C140c01                                                                                                   |

### ODD15: Viața terestră
| Protejarea, restaurarea și promovarea utilizării durabile a ecosistemelor terestre, gestionarea durabilă a pădurilor, combaterea deșertificării, oprirea și inversarea degradării terenurilor și oprirea pierderii biodiversității                                                                  | Protejarea, restaurarea și promovarea utilizării durabile a ecosistemelor terestre, gestionarea durabilă a pădurilor, combaterea deșertificării, oprirea și inversarea degradării terenurilor și oprirea pierderii biodiversității | Protejarea, restaurarea și promovarea utilizării durabile a ecosistemelor terestre, gestionarea durabilă a pădurilor, combaterea deșertificării, oprirea și inversarea degradării terenurilor și oprirea pierderii biodiversității |
| Ținte | Indicatori | Cod UNSD |
| --- | --- | --- |
| 15.1 Până în 2020, asigurarea conservării, restaurării și utilizării durabile a ecosistemelor terestre și interioare de apă dulce și a serviciilor acestora, în special a pădurilor, zonelor umede, munților și zonelor uscate, în conformitate cu obligațiile prevăzute de acorduri internaționale | 15.1.1 Suprafața pădurii ca proporție din suprafața totală a terenului | C150101 |
| 15.1 Până în 2020, asigurarea conservării, restaurării și utilizării durabile a ecosistemelor terestre și interioare de apă dulce și a serviciilor acestora, în special a pădurilor, zonelor umede, munților și zonelor uscate, în conformitate cu obligațiile prevăzute de acorduri internaționale | 15.1.2 Ponderea siturilor importante pentru biodiversitatea terestră și de apă dulce care sunt acoperite de arii protejate, după tipul de ecosistem | C150102 |
| 15.2 Până în 2020, implementarea managementului durabil al tuturor tipurilor de păduri, oprirea defrișărilor, refacerea pădurilor degradate și creșterea substanțială a suprafețelor împădurite și reîmpădurite la nivel global                                                                     | 15.2.1 Progresul către managementul durabil al pădurilor | C150201 |
| 15.3 Până în 2030, combaterea deșertificării, refacerea terenurilor și solurilor degradate, inclusiv a terenurilor afectate de deșertificare, secetă și inundații și depunerea de eforturi pentru a atinge neutralitatea din punctul de vedere al degradării terenurilor                            | 15.3.1 Ponderea terenurilor degradate față de suprafața totală a terenurilor | C150301 |
| 15.4 Până în 2030, asigurarea conservării ecosistemelor montane, inclusiv a biodiversității acestora, pentru a le spori capacitatea de a oferi beneficii esențiale pentru dezvoltarea durabilă | 15.4.1 Ponderea suprafeței ariilor protejate față de suprafața totală a siturilor importante pentru biodiversitatea montană | C150401 |
| 15.4 Până în 2030, asigurarea conservării ecosistemelor montane, inclusiv a biodiversității acestora, pentru a le spori capacitatea de a oferi beneficii esențiale pentru dezvoltarea durabilă | 15.4.2 Indicele suprafețelor montane acoperite cu vegetație (Mountain Green Cover Index) | C150402 |
| 15.5 Adoptarea de măsuri urgente și semnificative pentru a reduce degradarea habitatelor naturale, oprirea pierderii biodiversității și, până în 2020, protejarea și prevenirea dispariției speciilor amenințate                                                                                    | 15.5.1 Indicele «Listei roșii» (Red List Index) | C150501 |
| 15.6 Promovarea partajării echitabile a beneficiilor care decurg din utilizarea resurselor genetice și promovarea accesului adecvat la aceste resurse, conform acordurilor internaționale | 15.6.1 Numărul de țări care au adoptat cadre legislative, administrative și de politici pentru a asigura partajarea echitabilă a beneficiilor | C150601 |
| 15.7 Măsuri urgente pentru a pune capăt braconajului și traficului de specii protejate de floră și faună, abordând atât cererea, cât și oferta de comercializare ilegală a speciilor sălbatice | 15.7.1 Ponderea speciilor sălbatice comercializate care au fost braconate sau traficate ilicit | C200206 |
| 15.8 Până în 2020, introducerea unor măsuri pentru prevenirea răspândirii și reducerea semnificativă a impactului speciilor exotice invazive asupra ecosistemelor terestre și acvatice și controlul sau eradicarea speciilor prioritare                                                             | 15.8.1 Ponderea țărilor care adoptă legislație națională relevantă și dețin resurse adecvate pentru prevenirea sau controlul speciilor exotice invazive | C150801 |
| 15.9 Până în 2020, integrarea valorilor ecosistemului și biodiversității în planificarea națională și locală, procesele de dezvoltare, strategiile și conturile de reducere a sărăciei | 15.9.1 (a) Numărul de țări care și-au stabilit ținte naționale în conformitate cu sau similar Țintei Aichi pentru biodiversitate 2 din Planul strategic pentru biodiversitate 2011-2020 în strategia și planurile de acțiune naționale în materie de biodiversitate și progresul raportat către aceste ținte și (b) integrarea biodiversității în sistemele naționale de contabilitate și raportare, definită ca implementarea Sistemului de contabilitate economic și de mediu | C150902 |
| 15.a Mobilizarea și creșterea semnificativă a resurselor financiare din toate sursele pentru a conserva și utiliza în mod durabil biodiversitatea și ecosistemele | 15.a.1 (a) Valoarea totală a Asistenței Oficiale pentru Dezvoltare destinată conservării și utilizării durabile a biodiversității și (b) veniturile generate și finanțarea mobilizată din instrumente economice relevante pentru biodiversitate | C200210 |
| 15.b Mobilizarea de resurse semnificative din toate sursele și la toate nivelurile pentru a finanța gestionarea durabilă a pădurilor și pentru a oferi stimulente adecvate țărilor în curs de dezvoltare pentru a promova un astfel de management, inclusiv pentru conservare și reîmpădurire       | 15.b.1 (a) Valoarea Asistenței Oficiale pentru Dezvoltare destinată conservării și utilizării durabile a biodiversității și (b) veniturile generate și finanțarea mobilizată din instrumente economice relevante pentru biodiversitate | C200210 |
| 15.c Consolidarea sprijinului global pentru eforturile de combatere a braconajului și a traficului de specii protejate, inclusiv prin creșterea capacității comunităților locale de a beneficia de oportunități durabile de trai                                                                    | 15.c.1 Ponderea animalelor sălbatice comercializate care provin din braconaj sau trafic ilicit | C200206 |

### ODD16: Pace, justiție și instituții puternice
| Promovarea societăților pașnice și incluzive pentru dezvoltarea durabilă, asigurarea accesului la justiție pentru toți și construirea unor instituții eficiente, responsabile și incluzive la toate nivelurile                                                    | Promovarea societăților pașnice și incluzive pentru dezvoltarea durabilă, asigurarea accesului la justiție pentru toți și construirea unor instituții eficiente, responsabile și incluzive la toate nivelurile                                            | Promovarea societăților pașnice și incluzive pentru dezvoltarea durabilă, asigurarea accesului la justiție pentru toți și construirea unor instituții eficiente, responsabile și incluzive la toate nivelurile |
| Ținte | Indicatori | Cod UNSD |
| --- | --- | --- |
| 16.1 Reducerea în mod semnificativ a tuturor formelor de violență și ratele de decese asociate pretutindeni | 16.1.1 Numărul de victime ale omuciderii intenționate la 100.000 de locuitori, după sex și vârstă | C160101 |
| 16.1 Reducerea în mod semnificativ a tuturor formelor de violență și ratele de decese asociate pretutindeni | 16.1.2 Numărul de decese cauzate de conflicte la 100.000 de locuitori, după sex, vârstă și cauză | C160102 |
| 16.1 Reducerea în mod semnificativ a tuturor formelor de violență și ratele de decese asociate pretutindeni | 16.1.3 Ponderea populației supusă (a) violenței fizice, (b) violenței psihologice și (c) violenței sexuale în ultimele 12 luni | C160103 |
| 16.1 Reducerea în mod semnificativ a tuturor formelor de violență și ratele de decese asociate pretutindeni | 16.1.4 Ponderea populației care se simte în siguranță umblând neînsoțită prin zona în care locuiește | C160104 |
| 16.2 Până în 2030, eradicarea abuzului, exploatării, traficului și tuturor formelor de violență și tortură împotriva copiilor | 16.2.1 Ponderea copiilor cu vârsta cuprinsă între 1 și 17 ani care au suferit în ultima lună orice formă de pedeapsă fizică și/sau agresiune psihologică din partea celor care îi îngrijesc                                                               | C160201 |
| 16.2 Până în 2030, eradicarea abuzului, exploatării, traficului și tuturor formelor de violență și tortură împotriva copiilor | 16.2.2 Numărul de victime ale traficului de persoane la 100.000 de locuitori, după sex, vârstă și formă de exploatare | C160202 |
| 16.2 Până în 2030, eradicarea abuzului, exploatării, traficului și tuturor formelor de violență și tortură împotriva copiilor | 16.2.3 Proporția de femei și bărbați tineri cu vârsta cuprinsă între 18 și 29 de ani care au suferit o formă de violență sexuală până la vârsta de 18 ani                                                                                                 | C160203 |
| 16.3 Până în 2030, promovarea statului de drept la nivel național și internațional și asigurarea accesului egal la justiție pentru toți | 16.3.1 Ponderea victimelor violenței din ultimele 12 luni care au raportat infracțiunea autorităților competente sau altor mecanisme de soluționare a conflictelor recunoscute oficial                                                                    | C160301 |
| 16.3 Până în 2030, promovarea statului de drept la nivel național și internațional și asigurarea accesului egal la justiție pentru toți | 16.3.2 Ponderea deținuților fără o condamnare definitivă din totalul deținuților din penitenciare | C160302 |
| 16.3 Până în 2030, promovarea statului de drept la nivel național și internațional și asigurarea accesului egal la justiție pentru toți | 16.3.3 Ponderea populației care a fost parte într-o dispută juridică în ultimii doi ani și care a accesat un mecanism formal sau informal de soluționare a disputelor, după tipul de mecanism                                                             | C160303 |
| 16.4 Până în 2030, reducerea în mod semnificativ a fluxurilor financiare ilicite și a fluxurilor de arme, consolidarea recuperării și returnării bunurilor furate și combaterea tuturor formelor de criminalitate organizată                                      | 16.4.1 Valoarea totală a fluxurilor financiare ilicite de intrare și de ieșire (în dolari americani) | C160401 |
| 16.4 Până în 2030, reducerea în mod semnificativ a fluxurilor financiare ilicite și a fluxurilor de arme, consolidarea recuperării și returnării bunurilor furate și combaterea tuturor formelor de criminalitate organizată                                      | 16.4.2 Ponderea armelor confiscate, găsite sau predate a căror origine sau context ilicit a fost urmărit sau stabilit de o autoritate competentă în conformitate cu instrumentele internaționale                                                          | C160402 |
| 16.5 Reducerea substanțială a corupției și a mitei sub toate formele | 16.5.1 Ponderea persoanelor care au avut cel puțin un contact cu un funcționar public și care au dat mită unui funcționar public sau li s-a solicitat mită de către un funcționar public, în ultimele 12 luni                                             | C160501 |
| 16.5 Reducerea substanțială a corupției și a mitei sub toate formele | 16.5.2 Ponderea întreprinderilor care au avut cel puțin un contact cu un funcționar public și care au dat mită unui funcționar public sau li s-a solicitat mită de către un funcționar public în ultimele 12 luni                                         | C160502 |
| 16.6 Dezvoltarea unor instituții eficiente, responsabile și transparente la toate nivelurile | 16.6.1 Cheltuielile guvernamentale primare ca proporție din bugetul aprobat inițial, după sector (sau după conturi bugetare sau similar) | C160601 |
| 16.6 Dezvoltarea unor instituții eficiente, responsabile și transparente la toate nivelurile | 16.6.2 Ponderea populației mulțumită de ultima experiență în privința serviciilor publice | C160602 |
| 16.7 Adoptarea unor decizii receptive, incluzive și reprezentative la toate nivelurile | 16.7.1 Ponderea posturilor în instituțiile naționale și locale, inclusiv (a) sistemul legislativ, (b) serviciul public și (c) sistemul judiciar, raportată la distribuțiile naționale, după sex, vârstă, persoane cu dizabilități și grupuri de populație | C160701 |
| 16.7 Adoptarea unor decizii receptive, incluzive și reprezentative la toate nivelurile | 16.7.2 Ponderea populației care consideră că luarea deciziilor este incluzivă și receptivă, după sex, vârstă, persoane cu dizabilități și grupuri de populație                                                                                            | C160702 |
| 16.8 Extinderea și consolidarea cadrului de participare a țărilor în curs de dezvoltare la instituțiile de guvernanță globală | 16.8.1 Ponderea membrilor și drepturilor de vot ale țărilor în curs de dezvoltare în organizațiile internaționale | C200205 |
| 16.9 Până în 2030, asigurarea identității legale pentru toți, inclusiv prin înregistrarea nașterii | 16.9.1 Ponderea copiilor sub 5 ani ale căror nașteri au fost înregistrate la o autoritate civilă, după vârstă | C160901 |
| 16.10 Asigurarea accesului public la informații și protejarea libertăților fundamentale, în conformitate cu legislația națională și acordurile internaționale | 16.10.1 Numărul de cazuri verificate de omucidere, răpire, dispariție forțată, detenție arbitrară și tortură ale jurnaliștilor, personalului media asociat, sindicaliștilor și susținătorilor drepturilor omului în ultimele 12 luni                      | C161001 |
| 16.10 Asigurarea accesului public la informații și protejarea libertăților fundamentale, în conformitate cu legislația națională și acordurile internaționale | 16.10.2 Numărul de țări care adoptă și implementează garanții constituționale, statutare și/sau politice privind accesul public la informații | C161002 |
| 16.a Consolidarea instituțiilor naționale relevante, inclusiv prin cooperare internațională, pentru consolidarea capacității la toate nivelurile, în special în țările în curs de dezvoltare, pentru a preveni violența și a combate terorismul și criminalitatea | 16.a.1 Existența unor instituții naționale independente pentru drepturile omului în conformitate cu Principiile de la Paris | C160a01 |
| 16.b Promovarea și aplicarea unor legi și politici nediscriminatorii pentru dezvoltare durabilă | 16.b.1 Ponderea populației care a declarat că s-a simțit personal discriminată sau hărțuită în ultimele 12 luni pe baza unui motiv de discriminare interzis de legislația internațională privind drepturile omului                                        | C200204 |

### ODD17: Parteneriate pentru obiective
| Consolidarea mijloacelor de implementare și revitalizarea parteneriatului global pentru dezvoltare durabilă | Consolidarea mijloacelor de implementare și revitalizarea parteneriatului global pentru dezvoltare durabilă | Consolidarea mijloacelor de implementare și revitalizarea parteneriatului global pentru dezvoltare durabilă |
| Ținte | Indicatori | Cod UNSD |
| --- | --- | --- |
| Finanțe | | |
| 17.1 Mobilizarea resurselor pentru îmbunătățirea colectării veniturilor interne: consolidarea mobilizării resurselor interne, inclusiv prin sprijin internațional acordat țărilor în curs de dezvoltare, pentru îmbunătățirea capacității naționale de colectare a impozitelor și a altor venituri | 17.1.1 Venituri guvernamentale totale ca pondere din PIB, după sursă | C170101 |
| 17.1 Mobilizarea resurselor pentru îmbunătățirea colectării veniturilor interne: consolidarea mobilizării resurselor interne, inclusiv prin sprijin internațional acordat țărilor în curs de dezvoltare, pentru îmbunătățirea capacității naționale de colectare a impozitelor și a altor venituri | 17.1.2 Cheltuieli din bugetul intern finanțate din impozitele interne ca pondere din PIB | C170102 |
| 17.2 Implementarea tuturor angajamentelor de asistență pentru dezvoltare: țările dezvoltate să își respecte integral angajamentele de Asistență Oficială pentru Dezvoltare, inclusiv angajamentul multor țări dezvoltate de a atinge ținta de 0,7% din Venitul Național Brut pentru Asistența Oficială pentru Dezvoltare (AOD/VNB) către țările în curs de dezvoltare și 0,15 până la 0,20% din AOD/VNB către țările cel mai puțin dezvoltate, furnizorii de AOD fiind încurajați să ia în considerare stabilirea unui obiectiv de a furniza cel puțin 0,20% din AOD/VNB țărilor cel mai puțin dezvoltate | 17.2.1 Valoarea netă a Asistenței Oficiale pentru Dezvoltare, totală și destinată țărilor cel mai puțin dezvoltate, ca pondere din Venitul Național Brut (VNB) al membrilor donatori ai Comitetului de asistență pentru dezvoltare al Organizației pentru Cooperare și Dezvoltare Economică | C170201 |
| 17.3 Mobilizarea resurselor financiare suplimentare destinate țărilor în curs de dezvoltare din mai multe surse | 17.3.1 Resurse financiare suplimentare mobilizate pentru țările în curs de dezvoltare din surse multiple | C170303 |
| 17.3 Mobilizarea resurselor financiare suplimentare destinate țărilor în curs de dezvoltare din mai multe surse | 17.3.2 Volumul plăților către țările în curs de dezvoltare (în dolari SUA) ca pondere din PIB-ul total | C170302 |
| 17.4 Sprijinirea țărilor în curs de dezvoltare în atingerea sustenabilității datoriilor pe termen lung prin politici coordonate menite să stimuleze finanțarea, reducerea și restructurarea datoriilor | 17.4.1 Serviciul datoriei ca pondere din exporturile de bunuri și servicii | C170401 |
| 17.5 Adoptarea și implementarea regimurilor de promovare a investițiilor pentru țările cel mai puțin dezvoltate | 17.5.1 Numărul de țări care adoptă și implementează regimuri de promovare a investițiilor pentru țările în curs de dezvoltare, inclusiv țările cel mai puțin dezvoltate | C170502 |
| Tehnologie | | |
| 17.6 Consolidarea cooperării nord-sud, sud-sud, triunghiulare regionale și internaționale, accesul la știință, tehnologie și inovare și îmbunătățirea schimbului de cunoștințe în condiții convenite de comun acord, inclusiv prin îmbunătățirea coordonării între mecanismele existente, în special la nivelul Națiunilor Unite și printr-un mecanism global de facilitare a transferului de tehnologie | 17.6.1 Numărul de abonamente la internet fix în bandă largă la 100 de locuitori, după viteza de transfer | C170602 |
| 17.7 Promovarea tehnologiilor durabile în țările în curs de dezvoltare: promovarea dezvoltării, transferului, diseminării și difuzării tehnologiilor ecologice în țările în curs de dezvoltare în condiții favorabile, inclusiv în condiții concesionale și preferențiale, după cum s-a convenit de comun acord | 17.7.1 Valoarea totală a finanțărilor destinate țărilor în curs de dezvoltare pentru promovarea dezvoltării, transferului, diseminării și difuzării tehnologiilor ecologice | C170701 |
| 17.8 Operaționalizarea integrală a băncii de tehnologie și a mecanismului de consolidare a capacităților în domeniile științei, tehnologiei și inovării din țările cel mai puțin dezvoltate, în special tehnologia informației și comunicațiilor | 17.8.1 Ponderea persoanelor care folosesc internetul | C170801 |
| Consolidarea capacităților | | |
| 17.9 Îmbunătățirea sprijinului internațional pentru consolidatea eficientă și direcționată a capacităților în țările în curs de dezvoltare pentru a sprijini planurile naționale de implementare a tuturor Obiectivelor de Dezvoltare Durabilă, inclusiv prin cooperarea nord-sud, sud-sud și triunghiulară | 17.9.1 Valoarea în dolari SUA a asistenței financiare și tehnice (inclusiv prin cooperare nord-sud, sud-sud și triunghiulară) destinată țărilor în curs de dezvoltare | C170901 |
| Comerț | | |
| 17.10 Promovarea unui sistem comercial multilateral universal, bazat pe reguli, deschis, nediscriminatoriu și echitabil în cadrul Organizației Mondiale a Comerțului, inclusiv prin încheierea negocierilor în cadrul Agendei de dezvoltare de la Doha | 17.10.1 Media ponderată a tarifelor vamale la nivel mondial | C171001 |
| 17.11 Creșterea semnificativă a exporturilor țărilor în curs de dezvoltare, în special în vederea dublării ponderii țărilor cel mai puțin dezvoltate din exporturile globale până în 2020 | 17.11.1 Ponderea țărilor în curs de dezvoltare și a țărilor cel mai puțin dezvoltate în exporturile globale | C171101 |
| 17.12 Realizarea implementării în timp util a accesului pe piață fără taxe și cote pe o bază durabilă pentru toate țările cel mai puțin dezvoltate, în conformitate cu deciziile Organizației Mondiale a Comerțului, inclusiv prin asigurarea faptului că regulile de origine preferențiale aplicabile importurilor din țările cel mai puțin dezvoltate sunt simple, transparente și contribuie la facilitarea accesului pe piață | 17.12.1 Tarifele vamale medii ponderate cu care se confruntă țările în curs de dezvoltare, țările cel mai puțin dezvoltate și statele insulare mici în curs de dezvoltare | C171201 |
| Probleme sistemice | | |
| Coerență politică și instituțională | | |
| 17.13 Consolidarea stabilității macroeconomice globale, inclusiv prin coordonarea politicilor și coerența politicilor | 17.13.1 Tabloul de bord macroeconomic (Macroeconomic Dashboard) | C171301 |
| 17.14 Îmbunătățirea coerenței politicilor privind dezvoltarea durabilă | 17.14.1 Numărul de țări cu mecanisme implementate pentru sporirea coerenței politicilor de dezvoltare durabilă | C171401 |
| 17.15 Respectarea spațiului politic și conducerii fiecărei țări în pivința stabilirii și implementării de politici privind eradicarea sărăciei și dezvoltarea durabilă | 17.15.1 Gradul de utilizare de către furnizorii de cooperare pentru dezvoltare a cadrelor de rezultate și a instrumentelor de planificare stabilite la nivel național | C171501 |
| Parteneriate cu mai multe părți interesate | | |
| 17.16 Consolidarea Parteneriatului Global pentru Dezvoltare Durabilă, completat de parteneriate cu mai multe părți interesate care mobilizează și împărtășesc cunoștințe, expertiză, tehnologie și resurse financiare, pentru a sprijini atingerea Obiectivelor de Dezvoltare Durabilă în toate țările, în special în țările în curs de dezvoltare | 17.16.1 Numărul de țări care raportează progrese în cadrele de monitorizare a eficacității dezvoltării multi-părți interesate care sprijină atingerea Obiectivelor de Dezvoltare Durabilă                                                                                                   | C171601 |
| 17.17 Încurajarea și promovarea parteneriatelor publice, public-private și ale societății civile eficiente, bazate pe experiența și strategiile de resurse ale parteneriatelor | 17.17.1 Valoarea în dolari SUA destinată parteneriatelor public-privat pentru infrastructură | C171702 |
| Date, monitorizare și responsabilitate | | |
| 17.18 Până în 2020, îmbunătățirea sprijinului pentru consolidarea capacităților pentru țările în curs de dezvoltare, inclusiv pentru țările cel mai puțin dezvoltate și pentru statele insulare mici în curs de dezvoltare, pentru a crește semnificativ disponibilitatea datelor de înaltă calitate, la timp și viabile | 17.18.1 Indicatorul de capacitate statistică pentru monitorizarea Obiectivelor de Dezvoltare Durabilă | C171804 |
| 17.18 Până în 2020, îmbunătățirea sprijinului pentru consolidarea capacităților pentru țările în curs de dezvoltare, inclusiv pentru țările cel mai puțin dezvoltate și pentru statele insulare mici în curs de dezvoltare, pentru a crește semnificativ disponibilitatea datelor de înaltă calitate, la timp și viabile | 17.18.2 Numărul de țări care au legislație statistică națională care respectă Principiile fundamentale ale statisticii oficiale (Fundamental Principles of Official Statistics) | C171802 |
| 17.18 Până în 2020, îmbunătățirea sprijinului pentru consolidarea capacităților pentru țările în curs de dezvoltare, inclusiv pentru țările cel mai puțin dezvoltate și pentru statele insulare mici în curs de dezvoltare, pentru a crește semnificativ disponibilitatea datelor de înaltă calitate, la timp și viabile | 17.18.3 Numărul de țări cu un plan statistic național care este finanțat integral și în curs de implementare, în funcție de sursa de finanțare | C171803 |
| 17.19 Până în 2030, continuarea dezvoltării monitorizării progresului în domeniul dezvoltării durabile care să completeze produsul intern brut, bazată pe inițiativele existente și sprijinirea consolidării capacității statistice în țările în curs de dezvoltare | 17.19.1 Valoarea în dolari SUA a tuturor resurselor puse la dispoziție pentru consolidarea capacității statistice în țările în curs de dezvoltare | C171901 |
| 17.19 Până în 2030, continuarea dezvoltării monitorizării progresului în domeniul dezvoltării durabile care să completeze produsul intern brut, bazată pe inițiativele existente și sprijinirea consolidării capacității statistice în țările în curs de dezvoltare | 17.19.2 Ponderea țărilor care (a) au efectuat cel puțin un recensământ al populației și al locuințelor în ultimii 10 ani și (b) au atins un nivel de 100% în privința înregistrării nașterilor și 80% în privința înregistrării deceselor                                                   | C171902 |

## Indicatori comuni
Unii indicatori sunt utilizați pentru evaluarea și monitorizarea progresului mai multor ținte din cadrul global de indicatori:
- 7.b.1/12.a.1
- 8.4.1/12.2.1
- 8.4.2/12.2.2
- 10.3.1/16.b.1
- 10.6.1/16.8.1
- 13.2.1/13.b.1 (cu o mică modificare)
- 15.7.1/15.c.1
- 15.a.1/15.b.1
- 1.5.1/11.5.1/13.1.1
- 1.5.3/11.b.1/13.1.2
- 1.5.4/11.b.2/13.1.3
- 4.7.1/12.8.1/13.3.1